# Incidente dell'abbattimento dei Black Hawk del 1994
L'incidente dell'abbattimento dei Black Hawk del 1994, talvolta indicato come incidente dei Black Hawk, fu un incidente di fuoco amico avvenuto sull'Iraq settentrionale il 14 aprile 1994 durante l'Operazione Provide Comfort (OPC). I piloti di due aerei da caccia F-15 dell'aeronautica statunitense (USAF), operanti sotto il controllo di un aeromobile con sistema di allarme e controllo aviotrasportato (airborne warning and control system, AWACS) della stessa aeronautica statunitense, identificarono erroneamente due elicotteri UH-60 Black Hawk dell'esercito statunitense come elicotteri Mil Mi-24 "Hind" iracheni. I piloti degli F-15 fecero fuoco e distrussero entrambi gli elicotteri, uccidendo tutti i 26 militari e civili a bordo, che comprendevano personale degli Stati Uniti, del Regno Unito, della Francia, della Turchia e della comunità curda.
Una successiva indagine dell'aeronautica statunitense imputò l'incidente a una serie di fattori. I piloti degli F-15 furono biasimati per aver identificato erroneamente gli elicotteri come ostili. Inoltre, i membri dell'equipaggio dell'aeroplano AWACS furono accusati per la loro inerzia nel non aver esercitato un controllo appropriato e per non essere intervenuti nella situazione. Per giunta, i sistemi di identificazione amico o nemico (identification friend or foe, IFF) non avevano funzionato nell'identificare gli elicotteri per i piloti degli F-15. Inoltre, i capi dell'aeronautica statunitense non erano riusciti ad integrare adeguatamente le operazioni degli elicotteri dell'esercito statunitense nel complesso delle operazioni aeree dell'OPC. In conseguenza dell'indagine, parecchi ufficiali dell'aeronautica degli Stati Uniti ricevettero sanzioni disciplinari, ma solo uno, Jim Wang, un membro dell'equipaggio dell'AWACS, fu processato dalla corte marziale militare, nella quale fu assolto.
Come risultato delle lamentele dei familiari delle vittime e di altri che le forze armate stavano evitando di ritenere responsabile il loro personale, il Senato e la Camera degli Stati Uniti condussero le proprie indagini sull'abbattimento e sulla risposta ad esso delle forze armate statunitensi. Inoltre, Ronald R. Fogleman, il nuovo Capo di Stato maggiore dell'aeronautica, condusse la propria revisione delle azioni intraprese dall'aeronautica militare contro gli ufficiali coinvolti nell'incidente.
L'indagine di Fogleman portò a infliggere ulteriori sanzioni disciplinari a parecchi degli ufficiali coinvolti nell'incidente. Il Dipartimento della Difesa degli Stati Uniti (Department of Defense, DoD) rifiutò successivamente i mandati di comparizione del Senato per interrogare quattro ufficiali dell'aeronautica ai fini dell'indagine, che non fu mai ufficialmente pubblicata. L'indagine della Camera degli Stati Uniti, condotta in parte dal Government Accountability Office (GAO), trovò che i sistemi investigativi e giudiziari militari avevano per la maggior parte operato come dovuto, ma notò anche che il Dipartimento della Difesa aveva rifiutato l'accesso ai testimoni chiave.

## Antefatto

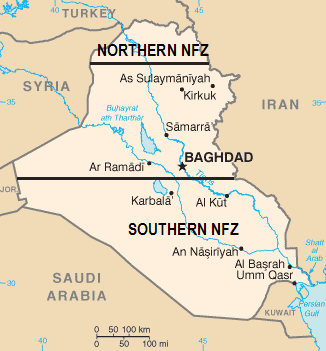
Mappa delle zone d'interdizione al volo in Iraq dopo la Guerra del Golfo. L'Operazione Provide Comfort ebbe luogo nella zona d'interdizione al volo settentrionale, etichettata come "NORTHERN NFZ" sulla mappa

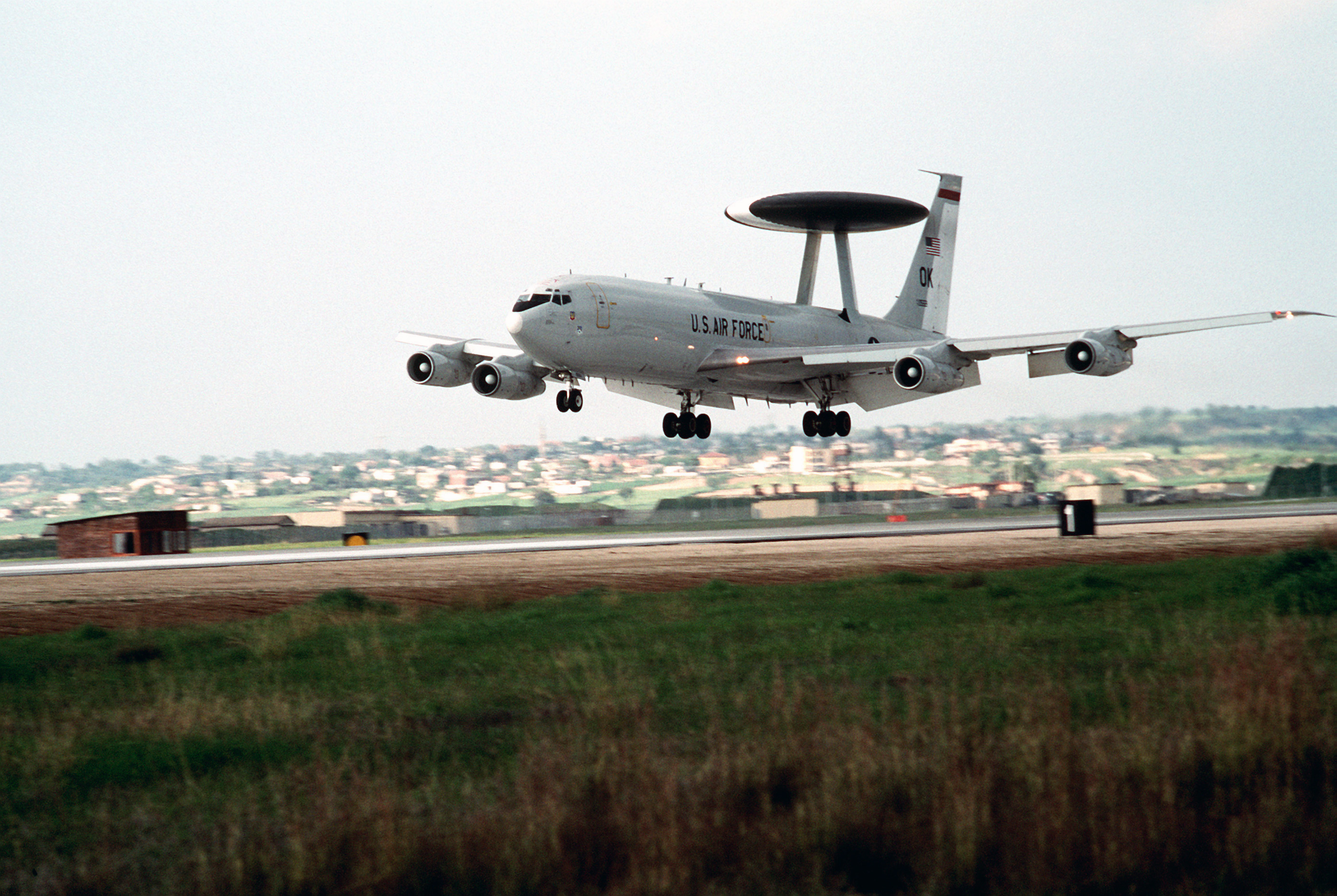
Un aeromobile AWACS opera fuori dalla Base aerea di Incirlik durante l'OPC

Il 7 aprile 1991, l'Iraq accettò le condizioni e le risoluzioni per il cessate il fuoco dell'Organizzazione delle Nazioni Unite (ONU), in tal modo ponendo ufficialmente fine alla Guerra del Golfo. Questo stesso giorno, cominciò un grande sforzo umanitario multinazionale, con molteplici agenzie, sotto l'autorità della Risoluzione n. 688 del Consiglio di sicurezza dell'ONU per aiutare approssimativamente 500.000 rifugiati curdi che erano fuggiti dalle forze militari irachene nelle colline dell'Iraq settentrionale. Il 18 aprile 1991, John Shalikashvili prese il comando dell'operazione guidata dagli Stati Uniti per garantire la sicurezza per le operazioni di soccorso dell'ONU e per i rifugiati curdi, chiamata Operazione Provide Comfort (OPC).
L'OPC ebbe luogo in un'area dell'Iraq settentrionale sopra il 36º parallelo. Quest'area, approssimativamente delle dimensioni di 160 per 70 chilometri, fu progettata come una zona di sicurezza d'interdizione al volo dalle forze della coalizione ONU, fatta rispettare da una forza operativa combinata (combined task force, CTF) di pattuglie aeree armate giornaliere delle nazioni partecipanti, che comprendevano il Regno Unito, la Francia, la Turchia e gli Stati Uniti. L'Esercito degli Stati Uniti fu incaricato di assistere le agenzie civili di soccorso per costruire comunità e infrastrutture per i Curdi nell'Iraq settentrionale. Nei tre anni successivi, ebbero luogo nella zona 27.000 voli della coalizione con apparecchi ad ala fissa e 1.400 in elicottero per sostenere le operazioni umanitarie senza interferenze dagli aerei iracheni o da altre unità militari.
Nell'aprile 1994 l'OPC era co-comandata dal generale di brigata dell'aeronautica statunitense Jeffrey Pilkington. Le forze aeree combinate dell'OPC erano comandate dal colonnello Curtis H. Emery, anch'egli dell'aeronautica statunitense. Il colonnello Douglas J. Richardson, dell'aeronautica statunitense, era il direttore delle operazioni per le forze aeree combinate.

## Incidente
Il 14 aprile 1994, alle 07:36 ora locale, un aereo E-3 AWACS dell'aeronautica statunitense appartenente alla 963ª Squadriglia di Controllo Aereo Aviotrasportato (basata presso la base aerea militare di Tinker, Oklahoma) partì dalla base aerea di Incirlik, Turchia, a supporto dell'OPC. L'AWACS, con i suoi 19 membri di equipaggio sotto il comando di missione del maggiore Lawrence Tracy, doveva fornire l'allarme contro le minacce e il controllo aereo aviotrasportato per tutti gli aeromobili dell'OPC durante il suo turno in volo. L'equipaggio dell'AWACS fece rapporto in posizione alla quota di sorveglianza assegnata di 32.000 piedi (9.750 m), localizzata all'interno della Turchia proprio a nord della frontiera settentrionale dell'Iraq, alle 08:45. Il tempo quel giorno sull'Iraq settentrionale era sereno e terso.
Alle 08:22, due elicotteri UH-60 Black Hawk dell'esercito statunitense appartenenti al 6º Battaglione, 159º Reggimento dell'Aeronautica (basato a Giebelstadt, Germania), chiamati Eagle Flight, partirono da Diyarbakır, vicino a Pirinçlik, Turchia, diretti al centro di coordinamento militare (military coordination center, MCC) dell'OPC localizzato a 150 miglia (240 km) di distanza a Zakho, Iraq. Entrambi gli elicotteri erano equipaggiati con serbatoi di carburante esterni da 230 galloni americani (870 l) sugli stabilizzatori, ciascuno montato accanto a una porta laterale e decorato con grandi bandiere statunitensi. In aggiunta alle bandiere sui serbatoi di carburante, ciascun elicottero era contrassegnato da bandiere statunitensi su ogni porta laterale, sul muso e sulla pancia. Il Black Hawk in comando era pilotato dal capitano dell'esercito degli Stati Uniti Patrick McKenna, comandante del distaccamento Eagle Flight composto da sei elicotteri.
Alle 09:21, i Black Hawk riferirono la loro entrata nella zona d'interdizione al volo sulla frequenza di volo al controllore di volo dell'AWACS, tenente Joseph Halcli, e poi atterrarono sei minuti dopo all'MCC. Halcli e il suo ufficiale superiore, capitano Jim Wang, il direttore anziano dell'AWACS, aggiunsero marcatori di  "elicottero amico" ai loro schermi radar, notarono che entrambi gli elicotteri stavano mostrando i segnali in Modalità I e Modalità II per l'identificazione amico o nemico (identification friend or foe, IFF), e sospesero poi i simboli radar dopo che i Black Hawks erano scomparsi dai loro schermi radar al momento dell'atterraggio al MCC alle 09:24. Sebbene gli elicotteri stessero "gracchiando" (segnalando) il codice sbagliato in Modalità I IFF per la zona d'interdizione al volo (chiamata Area Tattica di Responsabilità [Tactical Area of Responsibility o TAOR]), né Wang né Halcli informarono di ciò i piloti dei Black Hawk (entrambi gli elicotteri, tuttavia, stavano gracchiando i codici corretti in Modalità II). Wang e Halcli trascurarono anche di ordinare ai Black Hawk di cominciare a usare la frequenza radio della TAOR invece della frequenza di volo.

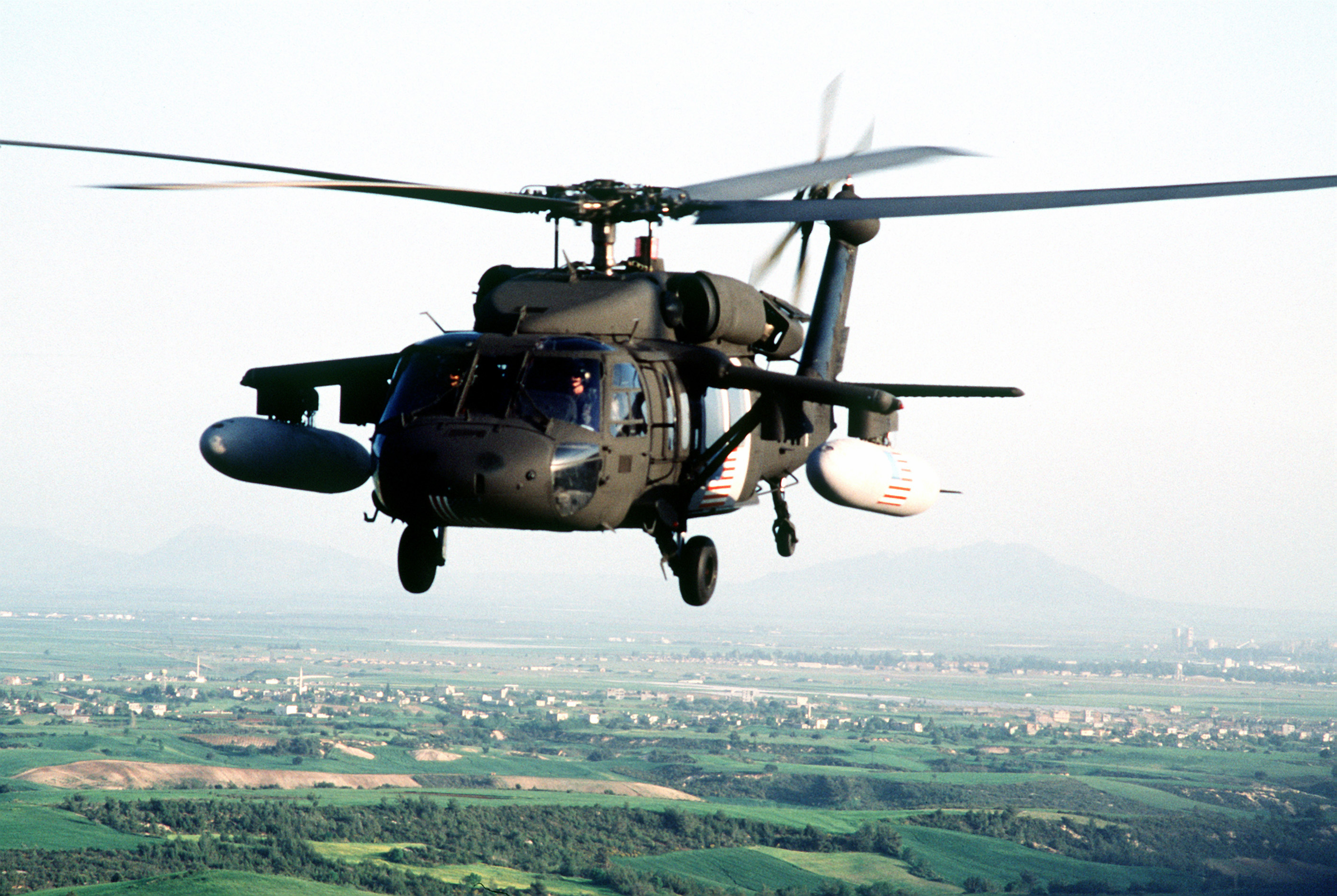
Un Eagle Flight Black Hawk dell'OPC con i serbatoi di carburante esterni

All'MCC, i Black Hawk presero a bordo 16 membri della squadra di comando della coalizione ONU Provide Comfort compresi quattro civili curdi, un civile cristiano caldeo, tre ufficiali militari turchi, due britannici e un francese, più cinque funzionari civili e militari statunitensi. Alle 09:54, gli elicotteri lasciarono l'MCC per Arbil, Iraq, una distanza di 120 miglia (190 km). I Black Hawk comunicarono via radio la loro partenza, rotta di volo e Halcli confermò la ricezione. Halcli poi reimpostò la rotta degli elicotteri amici sul suo schermo. Due dei passeggeri del Black Hawk erano il colonnello Jerry Thompson, dell'esercito degli Stati Uniti, comandante dell'MCC, e il suo sostituto, il colonnello Richard Mulhern, dell'esercito degli Stati Uniti. Ad Arbil e in seguito a Salah ad Din, Iraq, Thompson progettava di presentare Mulhern a due importanti capi curdi, Massoud Barzani e Jalal Talabani, nonché ai rappresentanti ONU. Halcli mise dei marcatori sul suo schermo radar per mostrare la rotta dei Black Hawk e notificò a Wang il movimento dei due elicotteri. In aggiunta allo schermo di Halcli, i simboli degli elicotteri amici erano visibili sugli schermi radar di Wang, Tracy e del maggiore dell'aeronautica statunitense Doug Martin. Martin era il "Duke" o "ACE" (airborne command element, elemento del comando aviotrasportato) sull'AWACS, che significava che ra un membro qualificato del personale aereo assegnato all'equipaggio per assicurarsi che tutti gli ordini di ingaggio (combattimento) fossero rispettati ed eseguiti come era scritto nelle politiche dell'OPC.
In viaggio per Arbil, alle 10:12, i Black Hawk entrarono in una zona montuosa e i ritorni dei loro radar scomparvero dagli schermi dell'AWACS. Il capitano Dierdre Bell, un ufficiale addetto alla sorveglianza aerea sull'AWACS, notò che i ritorni del radar e dell'IFF dei Black Hawks erano scomparsi e inviò una "freccia di attenzione" elettronica allo schermo di Wang.  Wang non fece nessuna azione e la grande freccia verde intermittente scomparve automaticamente dal suo schermo dopo un minuto.

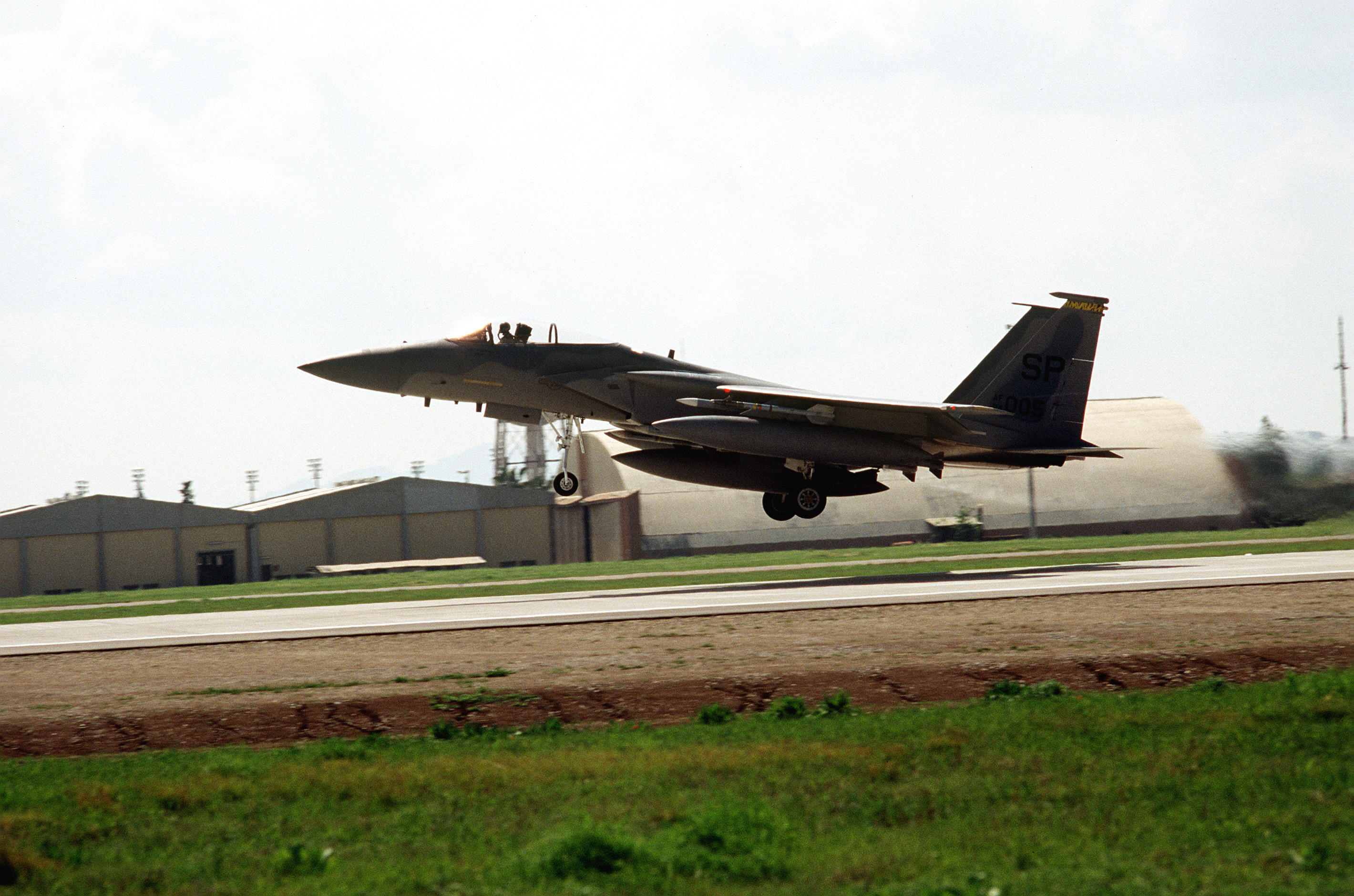
Un caccia F-15 parte dalla base aerea di Incirlik durante l'OPC

Nel frattempo, alle 09:35, due aerei da caccia F-15C dell'aeronautica degli Stati Uniti della 53ª Squadriglia di caccia, pilotati dal capitano Eric Wickson e dal tenente colonnello Randy W. May, partirono dalla base aerea di Incirlik. La loro missione era di eseguire un iniziale rastrellamento di caccia della TAOR per ripulire l'area da qualsiasi aereo ostile prima dell'entrata delle forze della coalizione. L'ordine di servizio aereo (air tasking order, ATO) che avrebbe dovuto elencare tutte le missioni aeree della coalizione programmate per quel giorno e che i due piloti avevano rivisto prima del decollo, menzionava il fatto che due elicotteri Black Hawk dell'esercito statunitense avrebbero operato nella TAOR quel giorno, ma non elencava per essi orari di decollo, rotte o durate dei voli. Alle 10:15, Wickson chiamò via radio Martin sull'AWACS e gli chiese se avesse qualche informazione da passare loro, al che Martin replicò negativamente.
Alle 10:20 Wickson, il pilota dell'F-15C di testa, comunicò di essere entrato nell'Iraq settentrionale al controllore dell'AWACS responsabile del traffico aereo all'interno della TAOR, il tenente dell'aeronautica statunitense Ricky Wilson. La frequenza della TAOR che gli F-15 stavano usando era diversa dalla frequenza in volo usata dai due Black Hawk. Wilson, tuttavia, stava monitorando entrambe le frequenze oltre a essere in grado di vedere entrambi i Black Hawk sul suo schermo radar prima che scomparissero alle 10:12. Wilson e gli altri membri dell'equipaggio dell'AWACS, molti dei quali stavano monitorando la frequenza radio degli F-15, non informarono i caccia che dei Black Hawk stavano attualmente operando nella TAOR. Alle 10:21, Wilson, credendo che i Black Hawk fossero di nuovo atterrati, chiese a Wang se poteva togliere i simboli degli elicotteri amici dagli schermi dell'AWACS e Wang approvò la richiesta. Un istruttore dell'equipaggio dell'AWACS, il capitano Mark Cathy, che era nella missione per assistere l'equipaggio dell'AWACS e sorvegliare Wilson in questo, la sua prima missione nella TAOR, si era ritirato nel retro dell'aeroplano alle 10:00 per schiacciare un pisolino.

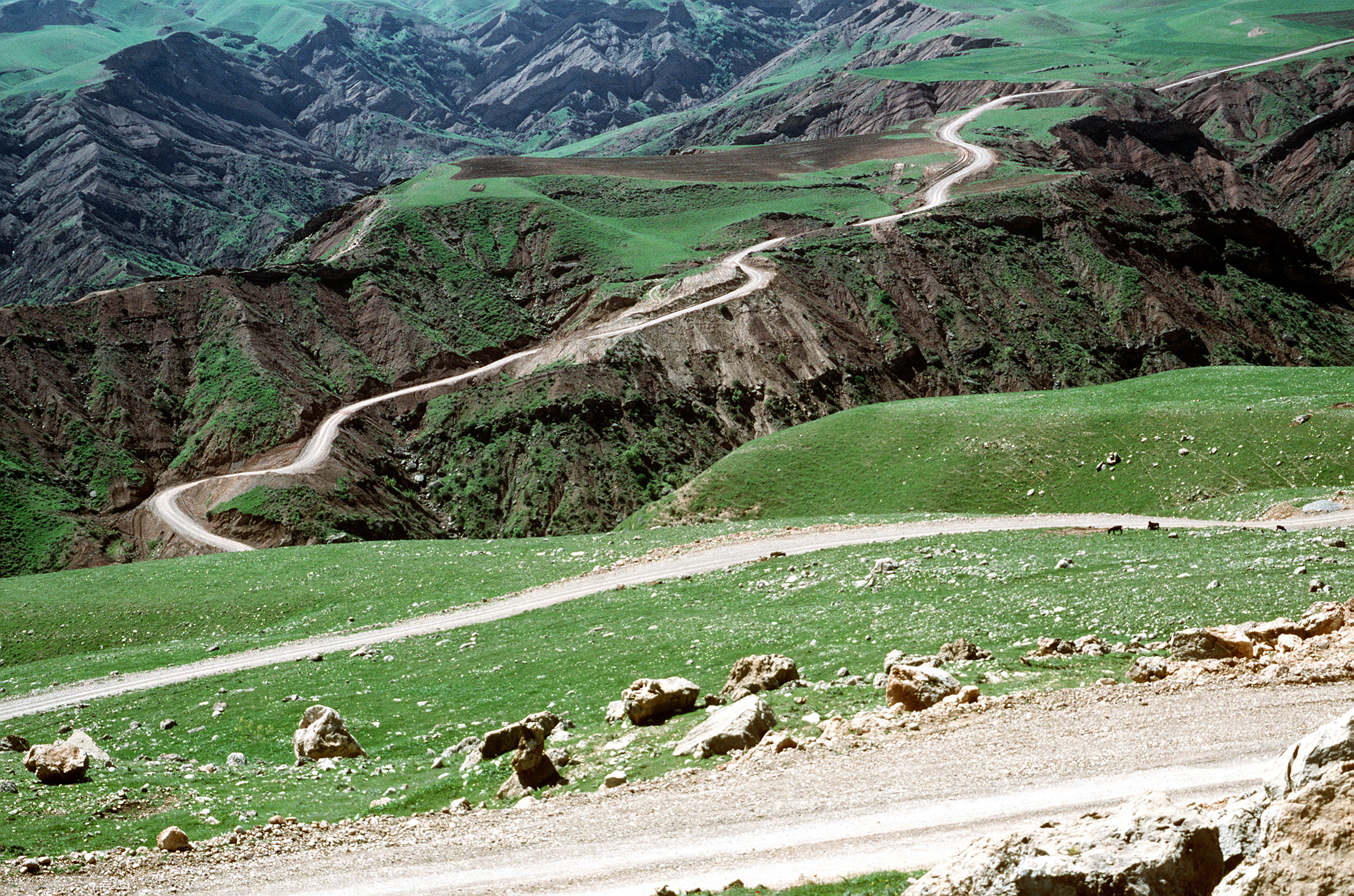
Terreno dell'Iraq settentrionale simile a quelli nel quale si verificò l'incidente

Alle 10:22, Wickson, volando a 27.000 piedi (8.230 m), comunicò un contatto radar su un aeroplano che volava a bassa quota e si muoveva lentamente a sudest della sua attuale posizione. Wilson confermò di aver ricevuto il rapporto di Wickson con una risposta "là è libero", che significava che non aveva contatti radar in quell'area. All'insaputa dei due piloti degli F-15, gli aeroplani non identificati erano i due Black Hawk dell'esercito degli Stati Uniti. Contrariamente alla procedura standard, né Tracy né Wang parlarono chiaramente a questo punto per richiedere ai membri dell'equipaggio dell'AWACS di tentare di identificare i contatti radar degli F-15.
Entrambi i piloti degli F-15 poi interrogarono elettronicamente il bersaglio radar con i loro sistemi IFF di bordo mediante due diverse modalità (Modalità I e Modalità IV). I loro sistemi IFF risposero negativamente al tentativo di identificare il contatto in Modalità I. La Modalità IV diede momentaneamente una risposta positiva, ma in seguito rispose negativamente e gli F-15 si mossero per identificare gli aeroplani sconosciuti. Ritorni intermittenti in Modalità I e Modalità II IFF dai Black Hawk cominciarono ora a vedersi sugli schermi di Wilson e degli altri membri dell'equipaggio dell'AWACS e i simboli degli elicotteri amici riapparvero sullo schermo di Wang. Dopo essersi avvicinati a 20 miglia (32 km) dai contatti radar, alle 10:25 gli F-15 comunicarono di nuovo il contatto all'AWACS e Wilson stavolta rispose che ora aveva un contatto radar a quella localizzazione comunicata. Sebbene i ritorni radar intermittenti e ora quelli fissi IFF dei Black Hawk sugli schermi dell'AWACS fossero nella stessa localizzazione dei contatti non identificati tracciati dagli F-15, nessuno dei controllori dell'AWACS avvisò Wickson o May che i contatti che stavano tracciando potevano essere amici.

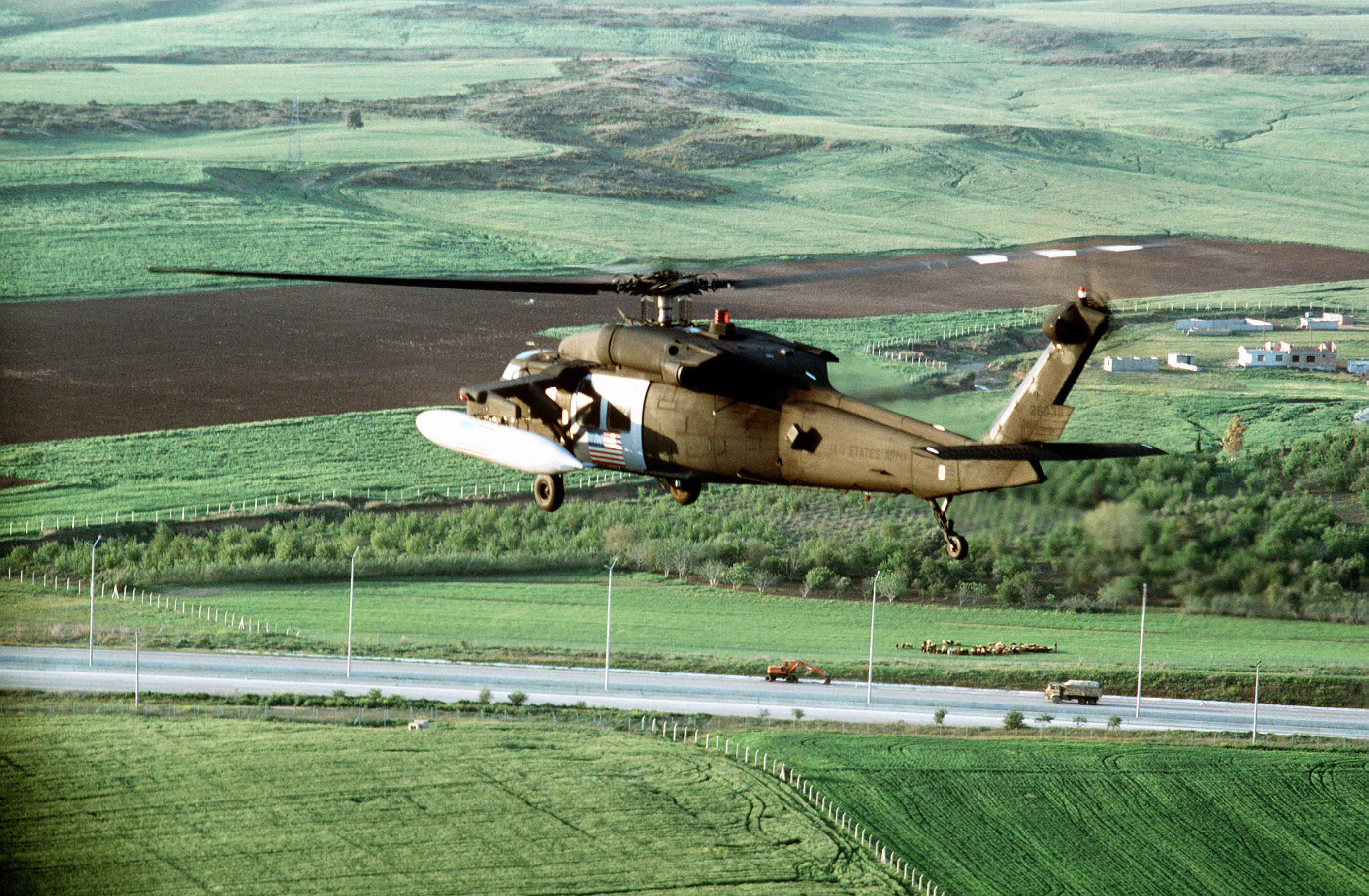
Un Eagle Flight Black Hawk visto di lato.

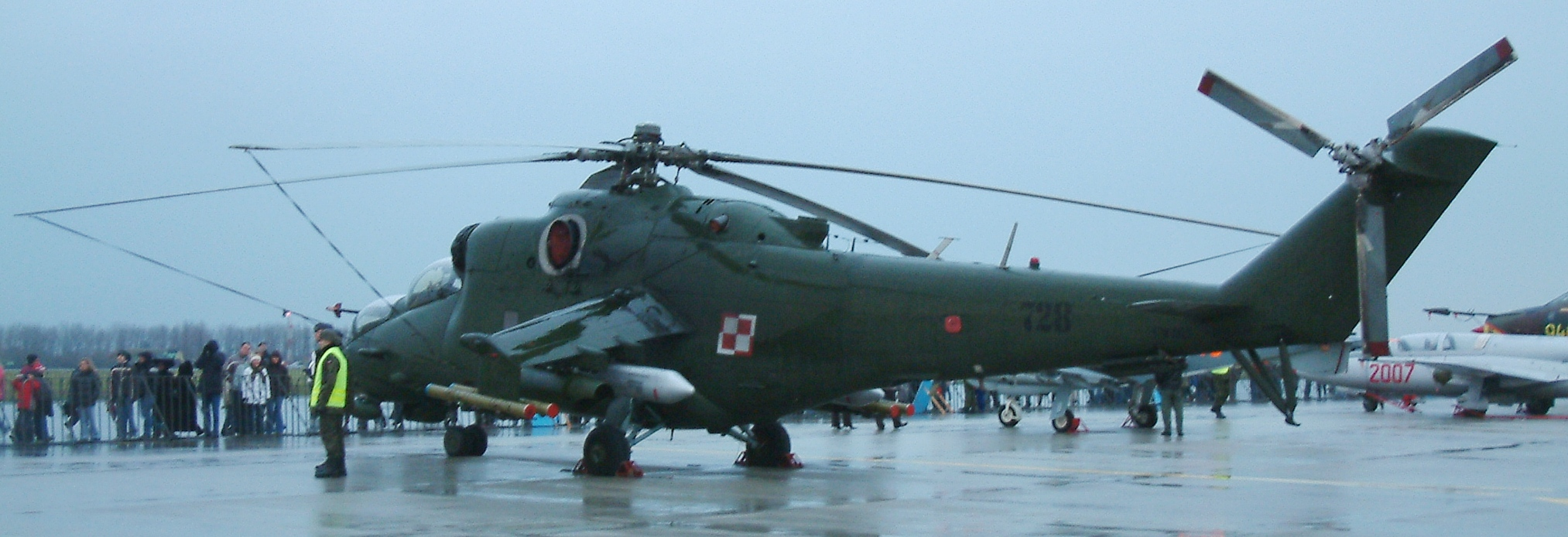
Un MI-24 visto di lato.

I due F-15 iniziarono ora un passaggio per l'identificazione visiva (visual identification, VID) del contatto. Il passaggio VID comportava di violare una delle regole di ingaggio dell'OPC, che proibiva agli aerei da caccia di operare sotto i 10.000 piedi (3.050 m) da terra. Questa volta i due Black Hawk erano entrati in una profonda valle e stavano volando a una velocità di crociera di 130 nodi (150 mph; 240 km/h) a circa 200 piedi (60 m) da terra. Il passaggio VID di Wickson fu condotto a una velocità di circa 450 nodi (520 mph; 830 km/h), 500 piedi (150 m) al di sopra e 1.000 piedi (300 m) a sinistra degli elicotteri. Alle 10:28 Wickson comunicò "Avvistati 2 Hind" e poi superò i due Black Hawk.  "Hind" è il nome in codice NATO (North Atlantic Treaty Organization) per l'elicottero Mil Mi-24, un elicottero che le forze armate irachene e siriane utilizzavano e che era solitamente configurato con armamenti su piccole ali montate lateralmente. Wilson rispose con "Ricevuto, Hinds" e chiese a Wang: "Signore, sta sentendo questo?" Wang rispose: "Affermativo", ma non offrì ulteriori istruzioni o commenti.
May condusse poi il suo passaggio VID a circa 1.500 piedi (500 m) sopra gli elicotteri e comunicò: "Avvistati 2." May dichiarò in seguito a una commissione d'inchiesta sull'incidente dell'aeronautica statunitense che la sua chiamata "Avvistati 2" significava che aveva visto due elicotteri, ma non significava che stesse confermando la loro identificazione da parte di Wickson come Hind. Né il pilota dell'F-15 era stato informato che i Black Hawk dell'esercito statunitense che partecipavano all'OPC spesso portavano serbatoi ausiliari di carburante montati sulle ali né era stato istruito sullo schema delle pitture che usavano gli elicotteri Hind iracheni, marrone chiaro e marrone rossiccio del deserto, che era diverso dal colore verde scuro usato dai Black Hawk. Wickson dichiarò in seguito che: "Non ebbi nessun dubbio quando lo guardai che fosse un Hind. . . . Il Black Hawk non mi passò nemmeno per la mente."
In seguito ai loro passaggi VID, Wickson e May, volando in cerchio, tornarono dietro gli elicotteri approssimativamente a 10 miglia (16 km). Poiché gli aerei di varie nazioni a volte operavano senza preavviso nell'area dell'Iraq settentrionale, le regole d'ingaggio dell'OPC richiedevano ai piloti degli F-15 di tentare di verificare la nazionalità degli elicotteri. Invece, alle 10:28, Wickson comunicò all'AWACS che lui e May erano "ingaggiati" e istruì May di "attivare le armi". Alle 10:30, Wickson sparò un missile AIM-120 AMRAAM all'elicottero di coda da una distanza di circa 4 miglia nautiche (10 km). Il missile colpì e distrusse l'elicottero in coda sette secondi dopo (36°46′N 44°05′E). In risposta, il Black Hawk di testa, pilotato da McKenna, virò immediatamente a sinistra e si tuffò a un'altitudine inferiore in un evidente tentativo di eludere l'attacco inaspettato. Circa 20 secondi dopo, May sparò un missile AIM-9 Sidewinder all'elicottero di testa da una distanza di circa 1,5 miglia nautiche (2.8 km), colpendo e abbattendo anch'esso a circa 1,2 miglia nautiche (2 km) a nordest dell'elicottero di coda (36°55′N 43°30′E). Tutte le 26 persone a bordo dei due Black Hawk furono uccise. Dopo aver volato sul relitto dei due elicotteri che giacevano a terra bruciando, May disse via radio a Wickson, "Infilaci una forchetta, sono cotti."

## Indagine sull'incidente dell'aeronautica
Verso le 13:15 ora locale, civili curdi comunicarono all'MCC che erano stati testimoni dell'abbattimento di due Black Hawk 40 miglia (64 km) a nord di Arbil e che non c'erano sopravvissuti. La notizia fu raccolta rapidamente dai mezzi di comunicazione e trasmessa dalla CNN.
Nel giro di poche ore, il presidente degli Stati Uniti Bill Clinton fu ragguagliato sull'abbattimento e chiamò i capi di governo del Regno Unito e della Francia, John Major e François Mitterrand, per esprimere il rammarico e il cordoglio per la morte dei loro cittadini nell'incidente. Clinton poi apparve poche ore dopo in una conferenza stampa televisiva in cui affermò che aveva ordinato al Dipartimento della Difesa degli Stati Uniti (U.S. Department of Defense, DoD) di condurre un'inchiesta sull'incidente. Clinton affermò ancora, "Otterremo i fatti, e li renderemo disponibili al popolo americano e al popolo della Gran Bretagna, della Francia e della Turchia, nostri partner nell'Operazione Provide Comfort."

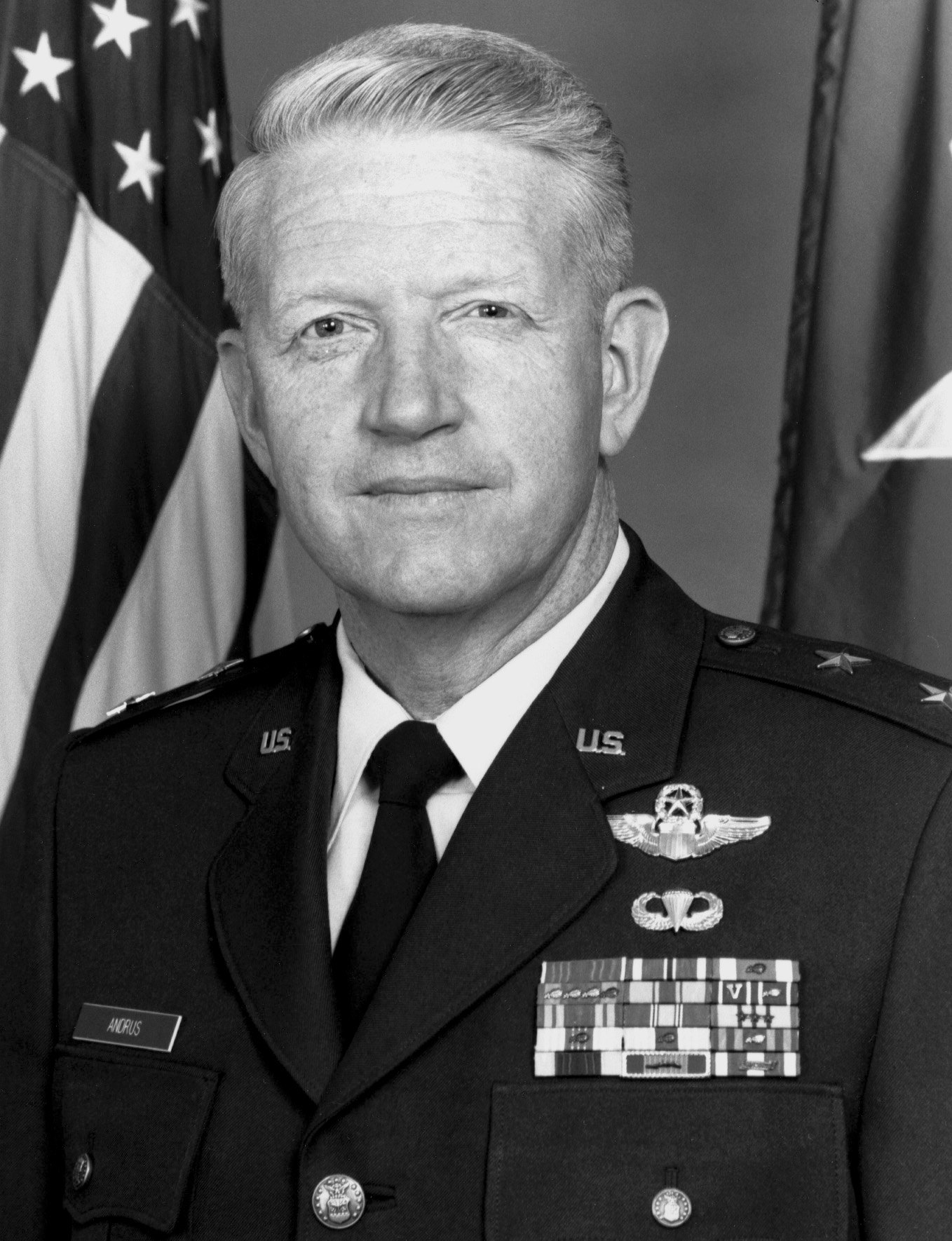
Il maggior generale dell'aeronautica statunitense James G. Andrus

Il generale Robert C. Oaks, dell'aeronautica degli Stati Uniti, Comandante delle Forze Aeree degli Stati Uniti in Europa, nominò immediatamente una commissione d'indagine sull'incidente in base al Regolamento dell'aeronautica (Air Force Regulation, AFR) 110-14, composta da un presidente, 11 membri dell'aeronautica e dell'esercito degli Stati Uniti, tre membri associati di Francia, Turchia e Regno Unito, quattro consulenti legali e 13 consulenti tecnici. Il presidente della commissione era il maggior generale James G. Andrus, dell'aeronautica statunitense. Le conclusioni di un'indagine AFR 110-14 sono rese pubbliche e la deposizione dei testimoni nell'indagine può essere usata contro di loro nei procedimenti disciplinari militari. Per questa ragione, dopo gravi incidenti l'aeronautica statunitense di solito conduce anche un'indagine di sicurezza separata, in cui i risultati non sono resi pubblici e la deposizione testimoniale è immune da procedimenti giudiziari. In questo caso, tuttavia, per ragioni ignote l'aeronautica statunitense decise di non condurre un'indagine di sicurezza.
Dopo aver interrogato 137 testimoni e condotto numerose verifiche, il rapporto dell'indagine ai sensi dell'AFR 110-14, composto da 27 volumi e 3.630 pagine,  fu reso pubblico il 13 luglio 1994, sebbene alcuni dettagli del rapporto fossero stati fatti filtrare ai media da ignoti ufficiali della difesa due settimane prima.  La commissione raggiunse sette conclusioni ufficiali su ciò che riteneva avesse causato l'abbattimento:
1.  Wickson identificò erroneamente gli elicotteri Black Hawk e May omise di comunicare a Wickson che non era stato in grado di confermare l'identità degli elicotteri.
2.  I trasponder IFF sugli F-15 e/o sui Black Hawk non operarono correttamente per ragioni ignote.
3.  Esistevano malintesi tra le forze dell'OPC riguardo a come le procedure e le responsabilità delle operazioni aeree si applicassero alle operazioni degli elicotteri dell'MCC.
4.  Il comandante dell'equipaggio dell'AWACS, Lawrence Tracy, non era al momento dotato dei requisiti necessari in conformità ai regolamenti dell'aeronautica statunitense ed egli e gli altri membri dell'equipaggio dell'AWACS commisero degli errori.
5.  Il personale dell'OPC in generale non era adeguatamente addestrato nelle regole d'ingaggio per la zona d'interdizione al volo dell'Iraq settentrionale.
6.  I Black Hawk non erano equipaggiati con radio più moderne che avrebbero permesso loro di comunicare con gli F-15.
7.  L'abbattimento "fu causato da una catena di eventi che cominciarono con l'interruzione di istruzioni chiare dalla Forza Operativa Combinata Provide Comfort (Provide Comfort Combined Task Force) alle sue organizzazioni componenti".

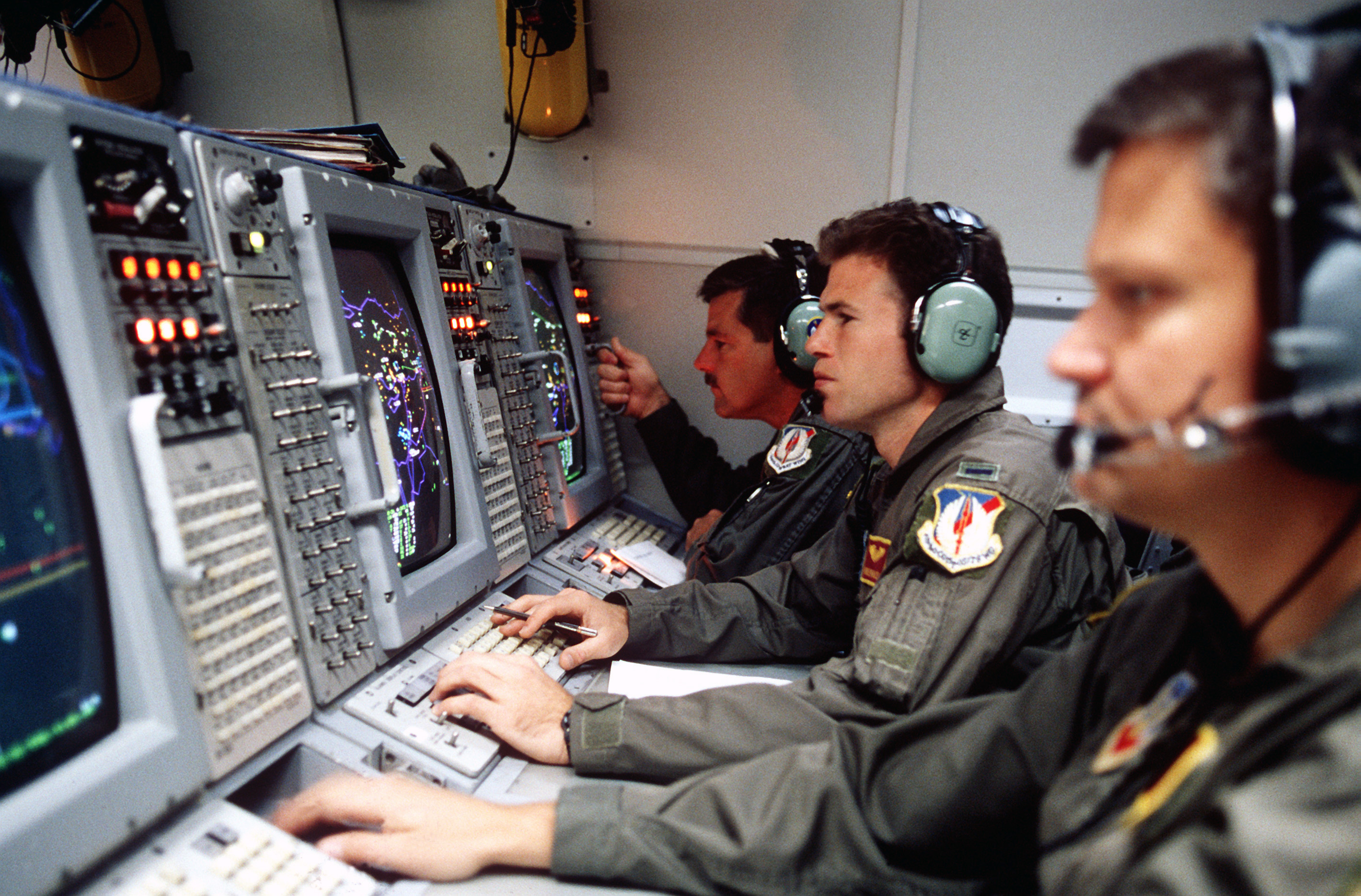
Membri dell'equipaggio dell'AWACS alle loro postazioni a bordo del loro aereo durante una missione OPC

Il rapporto della commissione affermò che, "Non c'è nessuna indicazione che il direttore anziano dell'AWACS (Wang), il comandante dell'equipaggio della missione (Tracy) e/o il DUKE (Martin) abbiano fatto alcuna chiamata radio durante l'intercettazione, o che abbiano emanato alcuna istruzione all'equipaggio dell'AWACS o ai piloti dell'F-15." Sebbene l'OPC ROE avesse effettivamente incaricato l'AWACS di controllare e monitorare le operazioni degli elicotteri nella TAOR, la commissione trovò che l'equipaggio dell'AWACS credeva di non avere nessuna responsabilità di controllare i Black Hawk dell'esercito degli Stati Uniti o di assicurarsi che altri aeroplani della coalizione fossero consapevoli dei Black Hawk operanti nella TAOR. Quando furono interrogati dagli investigatori della commissione su chi fosse responsabile di tracciare gli elicotteri, Tracy disse, "Non posso dirvelo. Onestamente non lo so." Quando a Wang fu fatta la stessa domanda dagli investigatori, egli replicò, "Nessuno è responsabile." Quando gli investigatori chiesero a Martin quale azione avesse intrapreso quando gli F-15 riferirono un'identificazione visiva su due elicotteri Hind, Martin affermò, "Non feci niente."
La commissione trovò che le forze combinate dell'OPC, guidate da Pilkington, Emery, Richardson e altri ufficiali dell'aeronautica statunitense, avevano omesso di integrare gli elicotteri nelle operazioni aeree nella TAOR. Un ufficiale dell'Eagle Flight in seguito testimoniò che gli era stato detto dal capo di stato maggiore del CTF, un ufficiale dell'aeronautica, che l'unità dei Black Hawk dell'esercito non era considerata parte dell'OPC. Così, lo stato maggiore del CTF, sotto la direzione del colonnello James Rusty O'Brien, aeronautica degli Stati Uniti, non aveva tentato di coordinare le missioni dei Black Hawk dell'esercito statunitense negli ordini di servizio aereo (air tasking orders, ATOs) giornalieri. Infatti, né O'Brien né i suoi predecessori avevano stbailito alcun tipo di procedura per comunicare informazioni sulle missioni dei Black Hawk alla Componente Aerea delle Forze Combinate (Combined Forces Air Component, CFAC). Il comandante dell'MCC, colonnello Thompson, aveva chiamato personalmente O'Brien la notte del 13 aprile per dirgli della missione dei Black Hawk del giorno successivo nell'Iraq settentrionale, una missione che era stata specificamente e personalmente approvata da Pilkington prima in quel giorno. O'Brien o il suo stato maggiore apparentemente non tentarono di comunicare informazioni specifiche su questa missione alle unità dell'AWACS o dei caccia F-15 a Incirlik, al CFAC, al direttore della missione con base a terra o al "Duke" a bordo dell'AWACS.

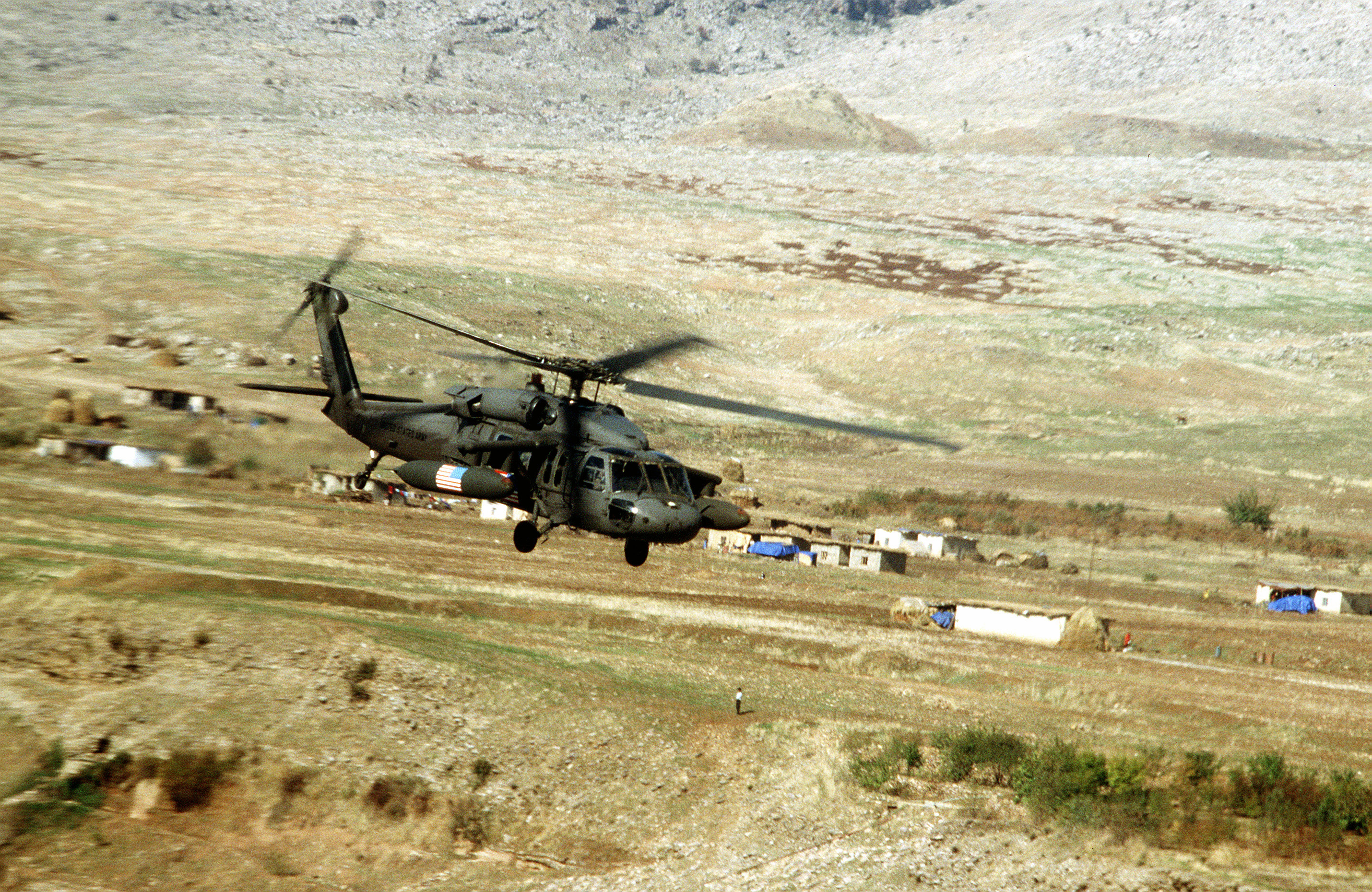
Un Black Hawk dell'esercito statunitense vola su un piccolo villaggio nella zona di sicurezza curda occupata nell'Iraq settentrionale durante l'OPC

Per ragioni che gli ufficiali dell'aeronautica statunitense non furono in grado di spiegare, furono pubblicate due versioni dell'ATO di ciascuna giornata, una per le unità dell'aviazione a Incirlik, e un'altra per l'unità Eagle Flight a Pirinclik. La versione dell'ATO inviata a Eagle Flight, per ragioni ignote, dava un codice Modalità I IFF sbagliato per la TAOR. Sebbene i Black Hawk dell'esercito stessero operando da quasi due anni nella TAOR gracchiando un codice sbagliato e fossero stati osservati farlo da numerosi equipaggi di AWACS, nessuno disse mai loro che stavano usando un codice sbagliato. Il giorno dell'abbattimento, gli F-15 avevano interrogato i Black Hawk su due diverse Modalità IFF (Modalità I e Modalità IV). La prima rispose negativamente perché i Black Hawk stavano gracchiando il codice sbagliato. La seconda modalità rispose negativamente per ragioni tecniche che l'indagine non fu in grado di determinare conclusivamente.
La commissione non indagò se qualche fattore istituzionale, come una mancanza di formazione nella gestione delle risorse dell'equipaggio (crew resource management) per gli equipaggi aerei, possa essere stato tra le cause. Inoltre, la commissione non tentò di determinare se Wickson e May avessero violato qualcuna delle regole d'ingaggio dell'OPC come definite dall'ATO o da altre istruzioni scritte.
Il Segretario della Difesa degli Stati Uniti, William Perry, in seguito sintetizzò gli "errori, omissioni e fallimenti" che contribuirono all'incidente come, "I piloti degli F-15 identificarono erroneamente i Black Hawks, l'equipaggio dell'AWACS omise di intervenire, Eagle Flight e le sue operazioni non erano integrate nella Forza Operativa e i sistemi IFF si guastarono." Il generale Shalikashvili, che ora presta servizio come Capo dello stato maggiore congiunto, aggiunse che, "Vi fu un numero impressionante di casi in cui le persone omisero di fare il loro lavoro correttamente."

### Provvedimenti adottati

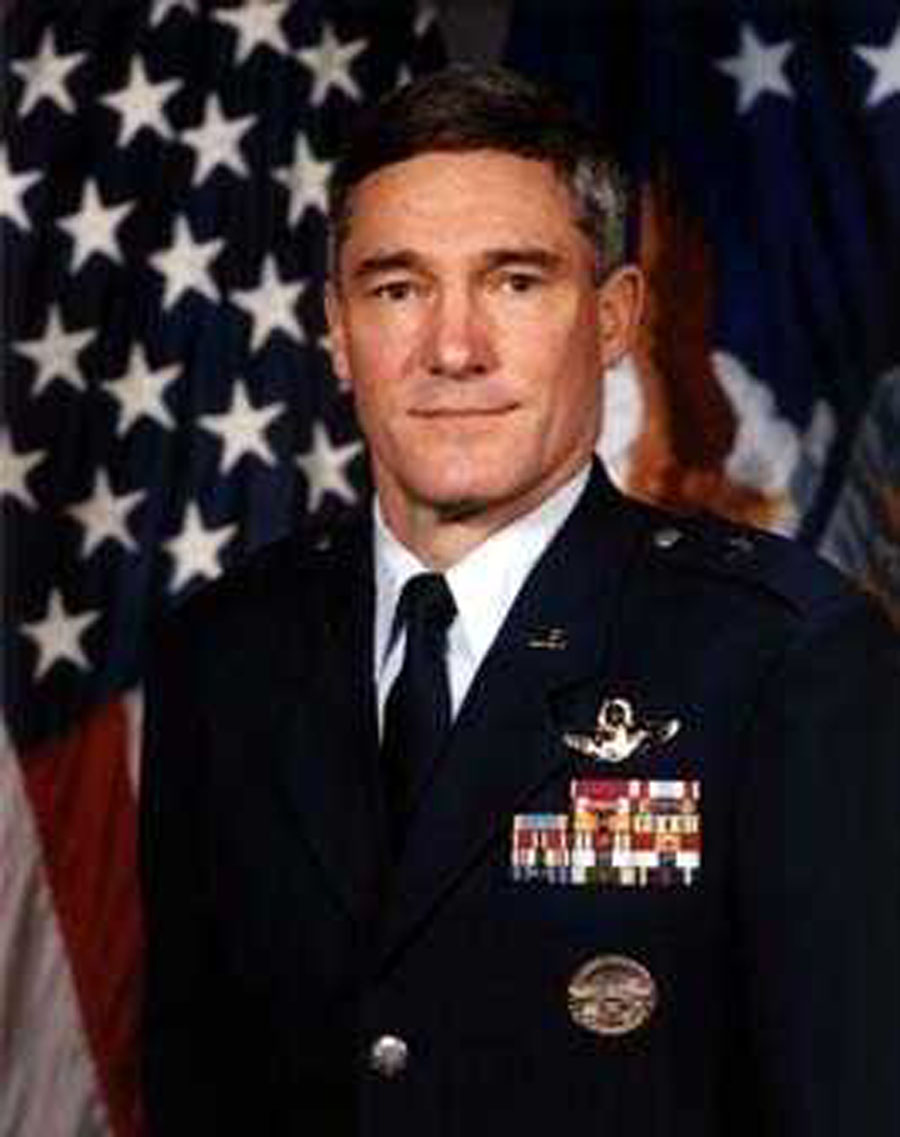
Il brigadier generale dell'aeronautica statunitense Curtis H. Emery

L'8 settembre 1994 il Dipartimento della Difesa annunciò le azioni che avrebbe adottato in risposta alle conclusioni dell'indagine. May fu accusato di 26 capi d'imputazione di omicidio colposo dalle autorità giudiziarie militari. Martin, Tracy, Wang, Halcli e Wilson furono accusati di inosservanza del dovere. Tutti gli accusati affrontarono un'udienza preliminare ai sensi dell'Articolo 32 del Codice uniforme di giustizia militare degli Stati Uniti (ossia il codice penale militare), nella quale si sarebbe deciso se avrebbero dovuto essere giudicati dalla corte marziale o se la questione sarebbe stata risolta altrimenti. Martin, Tracy, Wang, Halcli e Wilson affrontarono un'udienza congiunta ai sensi dell'Articolo 32, mente l'udienza di May fu separata. Wickson non fu accusato. Sebbene non esplicitamente affermato dai capi dell'aeronautica militare statunitense, sembra che Wickson non fu accusato ma May sì perché Wickson aveva testimoniato di essere sicuro della sua identificazione dei due Black Hawks come Hind ostili, mentre May aveva affermato che non era sicuro dell'identificazione di Wickson, ma aveva permesso che l'ingaggio procedesse comunque.

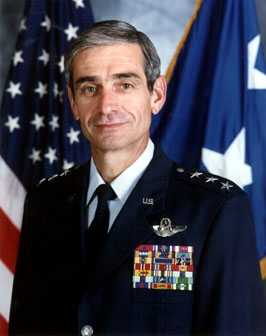
Il tenente generale dell'aeronautica degli Stati Uniti Eugene D. Santarelli

Martin e Halcli rinunciarono ai loro diritti nell'udienza dell'Articolo 32, che significava che i loro casi potevano essere immediatamente deferiti alla corte marziale o al provvedimento amministrativo. A Wickson fu concessa l'immunità dal tenente generale dell'aeronautica degli Stati Uniti Eugene Santarelli, comandante della 17ª Forza Aerea, per testimoniare nelle udienze. L'udienza dei membri dell'equipaggio dell'AWACS, che cominciò il 19 ottobre 1994 nella base aerea di Tinker, Oklahoma, fu un'udienza a porte aperte e presieduta dal colonnello William Colwell, aeronautica statunitense, sotto la giurisdizione legale del tenente generale Stephen Croker, aeronautica statunitense, comandante dell'8ª Forza Aerea. L'udienza di May, iniziata il 7 novembre 1994 nella base aerea di Sembach, Germania, fu invece un'udienza a porte chiuse e presieduta dal colonnello Edward M. Starr, aeronautica degli Stati Uniti, sempre sotto la giurisdizione legale di Santarelli. Pilkington, Emery, Richardson e O'Brien declinarono le richieste di testimoniare in entrambe le udienze.
Il 17 novembre 1994 l'aeronautica militare degli Stati Uniti annunciò che Colwell aveva raccomandato a Croker che Wang affrontasse la corte marziale e che Halcli fosse sottoposto a un provvedimento amministrativo extra-giudiziale per le accuse di inosservanza del dovere. Colwell raccomandò che le accuse formali di inosservanza del dovere fossero fatte cadere contro gli altri membri dell'equipaggio dell'AWACS, ma che potevano ancora affrontare il provvedimento extra-giudiziale. Croker accettò la raccomandazione di Colwell e ordinò che Wang affrontasse la corte marziale e dichiarò infondate le accuse penali contro gli altri membri dell'equipaggio dell'AWACS eccetto Halcli, al quale fu offerta un provvedimento extra-giudiziale.
Nella sua udienza, May cambiò la sua testimonianza rispetto a quella che aveva reso alla commissione d'indagine sull'incidente, affermando che egli aveva identificato i due elicotteri come Hind iracheni. Il brigadier generale John R. Dallager, pilota di F-15 e comandante di stormo di Wickson e May (52º Stormo Caccia) e ufficiale inquirente della corte marziale 303 reggimentale, affermò di ritenere gli errori di May nell'abbattimento "ragionevoli". Starr raccomandò che le accuse contro May fossero fatte cadere, affermando che trovava la testimonianza di May credibile. Il 27 dicembre 1994 l'aeronautica statunitense annunciò che Santarelli, un pilota di F-15, aveva dichiarato infondate le accuse contro May e aveva deciso di non perseguire procedimenti disciplinari penali contro qualunque altro membro del personale dell'OPC, inclusi Wickson, Pilkington, Emery, Richardson e O'Brien. Nel gennaio 1995 una commissione per il volo dell'aeronautica reintegrò Wickson e May, che erano stati messi a terra a partire dall'incidente, nello stato di volo. Successivamente, Wickson fu trasferito alla base aerea di Randolph, Texas, per sottoporsi alla formazione di pilota istruttore con una successiva alla base aerea di Columbus, Mississippi.
L'aeronautica militare statunitense annunciò in seguito i provvedimenti amministrativi adottati contro l'altro personale coinvolto nell'abbattimento. Pilkington, Emery e Richardson ricevettero lettere di ammonimento. Martin, May, O'Brien, Tracy, Wickson e Wilson ricevettero lettere di reprimenda. Halcli accettò in provvedimento ai sensi dell'articolo 15 che ebbe come risultato il ricevimento da parte sua di una lettera di reprimenda. Ai militari coinvolti fu consentito di presentare un ricorso per la rimozione delle lettere dai loro fascicoli in un momento futuro. Le reprimende furono poste in "schede d'informazione sfavorevoli" per ogni individuo e furono normalmente rimosse dopo due anni. Il generale George Joulwan, esercito degli Stati Uniti, Comandante alleato supremo in Europa, destituì Pilkington come comandante dell'OPC, ma l'aeronautica lo mantenne come comandante dell'86º Stormo Aviotrasporto alla base aerea di Ramstein, Germania. O'Brien ed Emery furono trasferiti in posizioni di stato maggiore al Pentagono. Richardson fu trasferito in una posizione di stato maggiore al Quartier generale supremo delle potenze alleate in Europa. Emery era stato promosso a brigadier generale il 15 luglio 1994 e fu consentita la conferma della sua promozione.

### Corte marziale di Wang
La corte marziale di Wang ebbe luogo, a cominciare dal 2 giugno 1995, nella base aerea di Tinker. Wang fu processato per tre capi d'imputazione di inosservanza del dovere. La maggior parte del personale coinvolto nell'incidente, con l'eccezione di May, fu chiamato a deporre, inclusi i membri dell'equipaggio dell'AWACS, Wickson e Pilkington. La maggior parte dei 40 testimoni deposero con una garanzia di immunità.
Durante il processo, furono presentate le prove che Wang spesso aveva problemi a stare sveglio durante le missioni dell'AWACS. Infatti, il problema era stato considerato abbastanza serio perché l'esercito deferisse Wang alle autorità mediche per controllare se soffrisse di narcolessia. Wang precedentemente aveva anche fallito due giri di controllo.
Pilkington, un pilota di F-16, testimoniò che come comandante dell'OPC aveva rinviato numerosi membri di equipaggi aerei, la maggioranza dei quali piloti di F-15, alle loro basi d'origine per aver violato le regole o le procedure dell'OPC o per aver mostrato una mancanza di buon giudizio. In risposta alle domande sulle azioni del pilota dell'F-15 che avevano prodotto l'abbattimento, Pilkington affermò, "Non capisco e probabilmente non capirò mai la mentalità di Wickson."  Quando gli chiesero se Wickson e May avessero violato le regole di ingaggio dell'OPC nell'incidente, Pilkington rispose "Sì." I membri dell'equipaggio dell'AWACS aggiunsero nelle loro testimonianze che una volta che Wickson e May avevano identificato visivamente gli elicotteri come ostili, tutta la responsabilità per l'abbattimento passava ai piloti degli F-15.

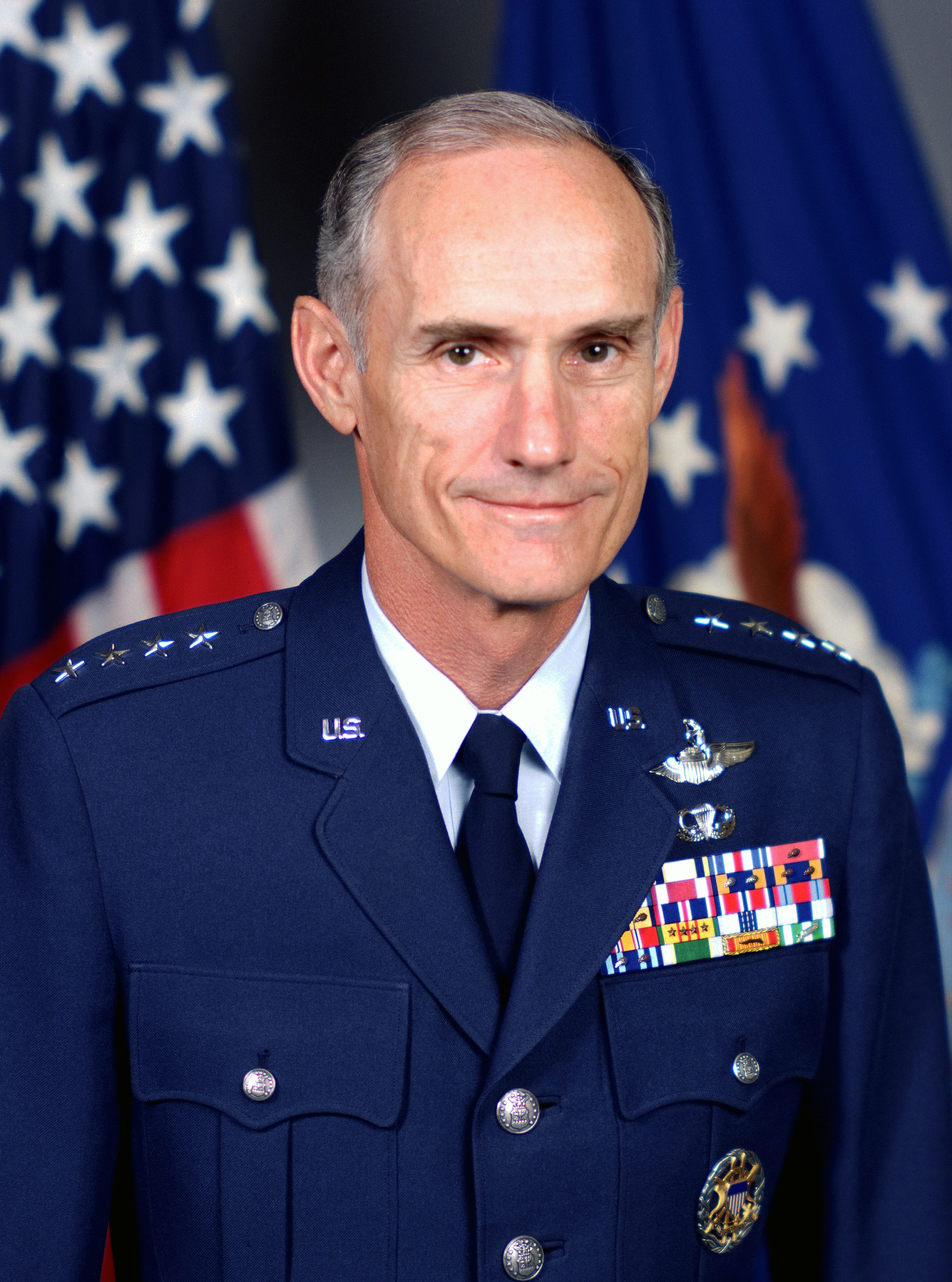
Il generale dell'aeronautica statunitense Merrill McPeak

Frank Spinner, l'avvocato civile di Wang, sostenne che il generale Merrill McPeak, capo di stato maggiore dell'aeronautica degli Stati Uniti, un pilota di caccia di carriera, aveva messo in chiaro che non voleva che Wickson e May fossero puniti per le loro azioni nell'abbattimento. Citato come prova di questo fu un servizio del Los Angeles Times, pubblicato anche sul quotidiano europeo Stars and Stripes il 18 giugno 1994, che affermava che McPeak "si opponeva fortemente" al provvedimento della corte marziale per Wickson o May. Pilkington affermò di aver sentito voci che McPeak avesse detto qualcosa a quel fine, ma non poteva confermare se fossero vere o no.
Il 20 giugno 1995 l'aeronautica militare degli Stati Uniti annunciò un verdetto di annullamento da parte della giuria di 10 membri della corte marziale di Wang, assolvendo di fatto Wang dalle accuse. L'annullamento non è una sentenza di innocenza, ma è invece un rifiuto di condannare sulla base delle accuse contestate. Dopo il verdetto, Wang affermò, "Voglio dire che la lotta per me non è affatto finita. Voglio un'audizione o un'indagine del Congresso sul perché io sia stato l'unica persona accusata." Il maggior generale Nolan Sklute, l'ufficiale legale capo dell'aeronautica statunitense, affermò, "Un incidente come questo non significa necessariamente che la condotta di tutti quelli coinvolti assurga al livello di colpevolezza penale. Sono soddisfatto del modo in cui è stato trattato il caso." Il segretario dell'aeronautica Sheila Widnall aggiunse, "Gli elicotteri Black Hawk furono buttati giù in conseguenza di una tragica serie di errori e di eventi sfortunati che coinvolgono numerose persone. La disgrazia non fu il risultato delle azioni di un qualche individuo; contribuì la condotta di numerosi ufficiali e dello stesso sistema."

## Ulteriori indagini e provvedimenti
Il 17 luglio 1995, il senatore statunitense William Roth, presidente della Sottocommissione permanente per le indagini, autorizzò un'indagine del Senato sull'incidente, in primo luogo in risposta alle proteste dei familiari delle vittime che sembrava che le forze armate degli Stati Uniti non ritenessero nessuno seriamente responsabile per l'abbattimento. Sempre in risposta alle proteste sulla risposta del Dipartimento della Difesa all'incidente, la Sottocommissione dei servizi armati sul personale militare della Camera dei rappresentanti degli Stati Uniti programmò un'audizione per il 3 agosto 1995 per esaminare l'indagine sull'incidente e i provvedimenti giudiziari che ne erano seguiti. In aggiunta, il 24 luglio il Dipartimento della difesa ordinò all'aeronautica militare di riesaminare i provvedimenti disciplinari e amministrativi per il personale coinvolto nell'abbattimento e agli Stati maggiori riuniti di rivedere i provvedimenti correttivi adottati contro quelli coinvolti e di determinare se fossero necessari ulteriori provvedimenti. Widnall richiese che il nuovo capo di stato maggiore dell'aeronautica, Ronald R. Fogleman, cominciasse la propria revisione sulle responsabilità per l'incidente.
L'audizione della Commissione sulla sicurezza nazionale della Camera del 3 agosto fu presieduta dal membro del Congresso Bob Dornan e durò un giorno. All'audizione, Pilkington e Andrus spiegarono come era stata condotta l'indagine sull'incidente dell'aeronautica militare ed enfatizzarono il fatto che Wickson e May avessero violato le regole di ingaggio dell'OPC conducendo un passaggio di identificazione visiva (VID) dei Black Hawk che era inadeguato a determinare l'origine nazionale dell'elicottero. Andrus affermò, "Signore, come pilota, avrei fatto un altro passaggio. Non fai mai fuoco finché non sai a che cosa stai sparando." Il colonnello e pilota a riposo dell'aeronautica Jerry Cox espresse preoccupazione alla Commissione per il fatto che i piloti degli F-15 non si fossero presi la responsabilità per le loro azioni.

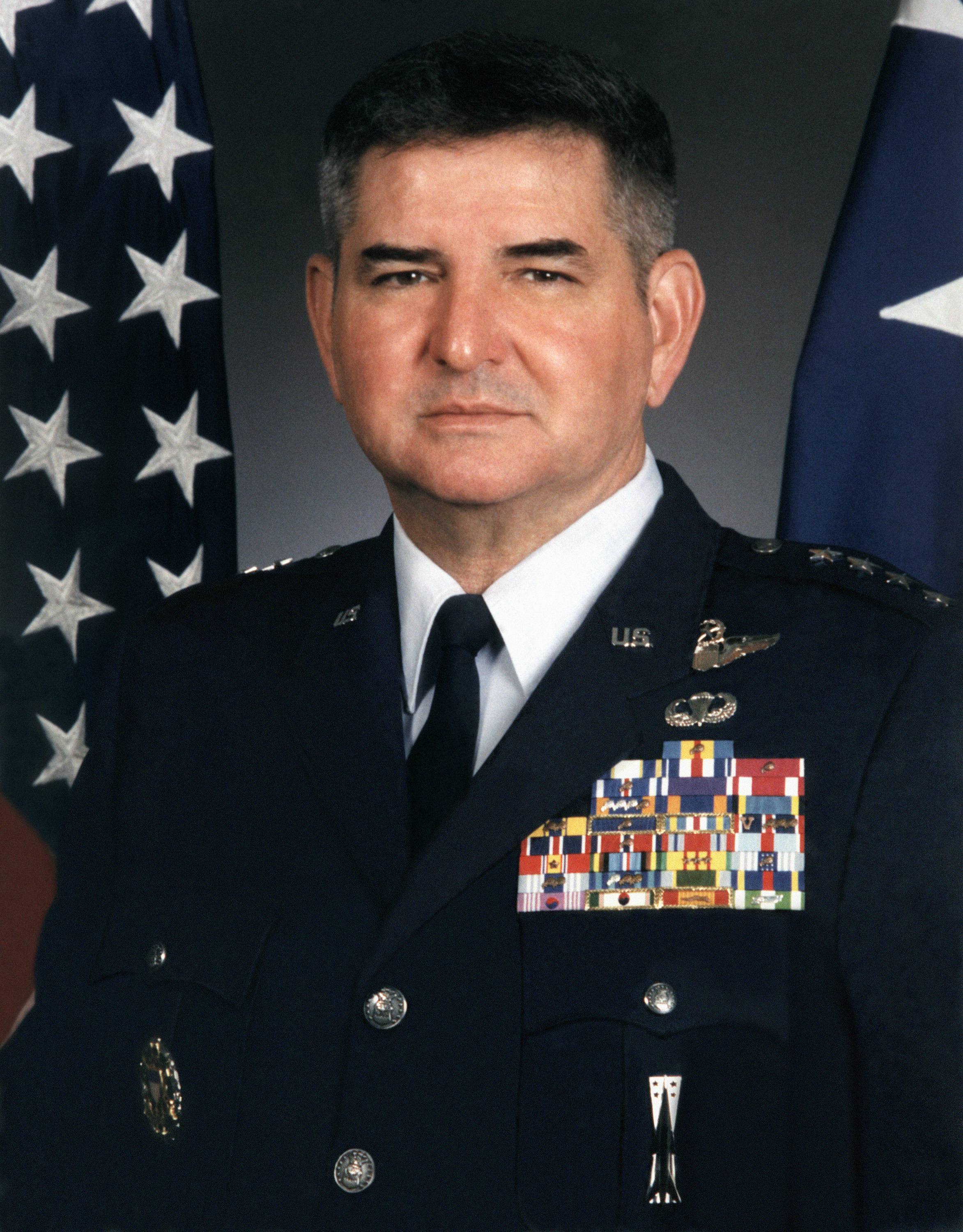
Il generale dell'aeronautica statunitense Ronald Fogleman

Il 10 agosto 1995 Fogleman parlò in una conferenza stampa al Pentagono nella quale annunciò le conclusioni raggiunte dalla sua revisione sulle responsabilità del personale dell'aeronautica coinvolto nell'incidente dell'abbattimento. Egli affermò che la sua indagine aveva trovato che non tutte le valutazioni delle prestazioni degli individui coinvolti nell'abbattimento riflettevano il fatto che avessero ricevuto provvedimenti amministrativi legati all'incidente. Fogleman affermò, 
"Il fatto che la condotta di alcuni individui non abbia dato luogo a procedimento o condanna penale non dovrebbe concludere l'inchiesta sull'appropriatezza delle loro azioni. Gli standard dell'aeronautica militare richiedono che le persone mostrino la straordinaria disciplina, giudizio e addestramento che i loro doveri impongono e che il popolo americano si aspetta."
Fogleman annunciò poi di aver ordinato che Wickson, May, Wang, Halcli e Wilson fossero esclusi dalle mansioni di servizio dell'aviazione per almeno tre anni. Inoltre, Fogleman scrisse e mise "lettere di valutazione" nei fascoli personali permanenti di Wickson, May, Wang, Halcli, Wilson, Pilkington ed Emery che affermavano che ciascuno non era riuscito a "soddisfare gli standard dell'aeronautica militare nella conoscenza del lavoro, nel giudizio e nella capacità di comando". In aggiunta, una decorazione militare concessa ad O'Brien per il suo servizio durante l'OPC fu annullata. Un videonastro nel quale Fogleman descriveva le sue azioni legate all'incidente e le sue opinioni sugli standard e sulle responsabilità fu distribuito in tutta l'aeronautica militare e fu ordinato di vederlo a tutti gli ufficiali, i sottufficiali dell'aeronautica militare e gli alti dirigenti civili del governo federale. Fogleman affermò ancora che il sistema della giustizia militare aveva "funzionato come era progettato per funzionare".

### Indagine del Senato
Cominciata nel settembre 1995 e continuata 1995 per più di un anno, l'inchiesta del Senato di Roth sull'abbattimento, guidata da Eric Thorson, indagò sull'incidente. Thorson affermò la sua convinzione che il rapporto dell'indagine sull'incidente dell'aeronautica militare e i successivi procedimenti fossero stati manipolati al fine di evitare di ritenere Wickson e May responsabili per le loro azioni. Thorson affermò anche di credere che Starr avesse presentato un rapporto inaccurato e fuorviante sull'udienza di May ai sensi dell'Articolo 32 agli ufficiali comandanti dell'aeronautica, inclusi Dallager e Santarelli. Con riguardo al personale dell'AWACS, Thorson aggiunse che, "Sappiamo che una parte dell'equipaggio dell'AWACS fu incompetente oltre ogni credere, e ci sono prove più che adeguate per concludere che parecchi membri dell'equipaggio furono gravemente negligenti."
Nell'agosto 1996, la commissione investigativa di Roth chiese al Dipartimento della Difesa di produrre gli ultimi quattro testimoni che desiderava interrogare: Santarelli, Starr, Dallager e il colonnello C. G. Mangin. Mangin era il consulente legale di Santarelli durante l'inchiesta di Wickson e May. Il Dipartimento della Difesa rifiutò la richiesta di fornire accesso ai quattro ufficiali. Poco tempo dopo, John White, Vicesegretario della Difesa degli Stati Uniti, scrisse una lettera a Roth nella quale chiedeva che quei quattro ufficiali non deponessero.
Dopo ulteriori rifiuti dall'aeronautica militare e dal Dipartimento della Difesa di fornire i quattro ufficiale per l'interrogatorio, la commissione di Roth diede al Dipartimento della Difesa e all'aeronautica militare fino alle 14:30 del 31 ottobre 1996 per fornire gli ufficiali. Il termine passò senza che gli ufficiali comparissero dinanzi alla commissione. Il giorno successivo la commissione inviò mandati di comparizione del Senato direttamente all'ufficio del quartier generale dell'aeronautica militare al Pentagono, che rifiutò di accettarli. Dopo aver appreso che il Senato stava ora progettando di inviare i quattro mandati di comparizione direttamente ai quattro ufficiali, il capo associato della divisione contenziosi dell'aeronautica militare accettò i mandati di comparizione.

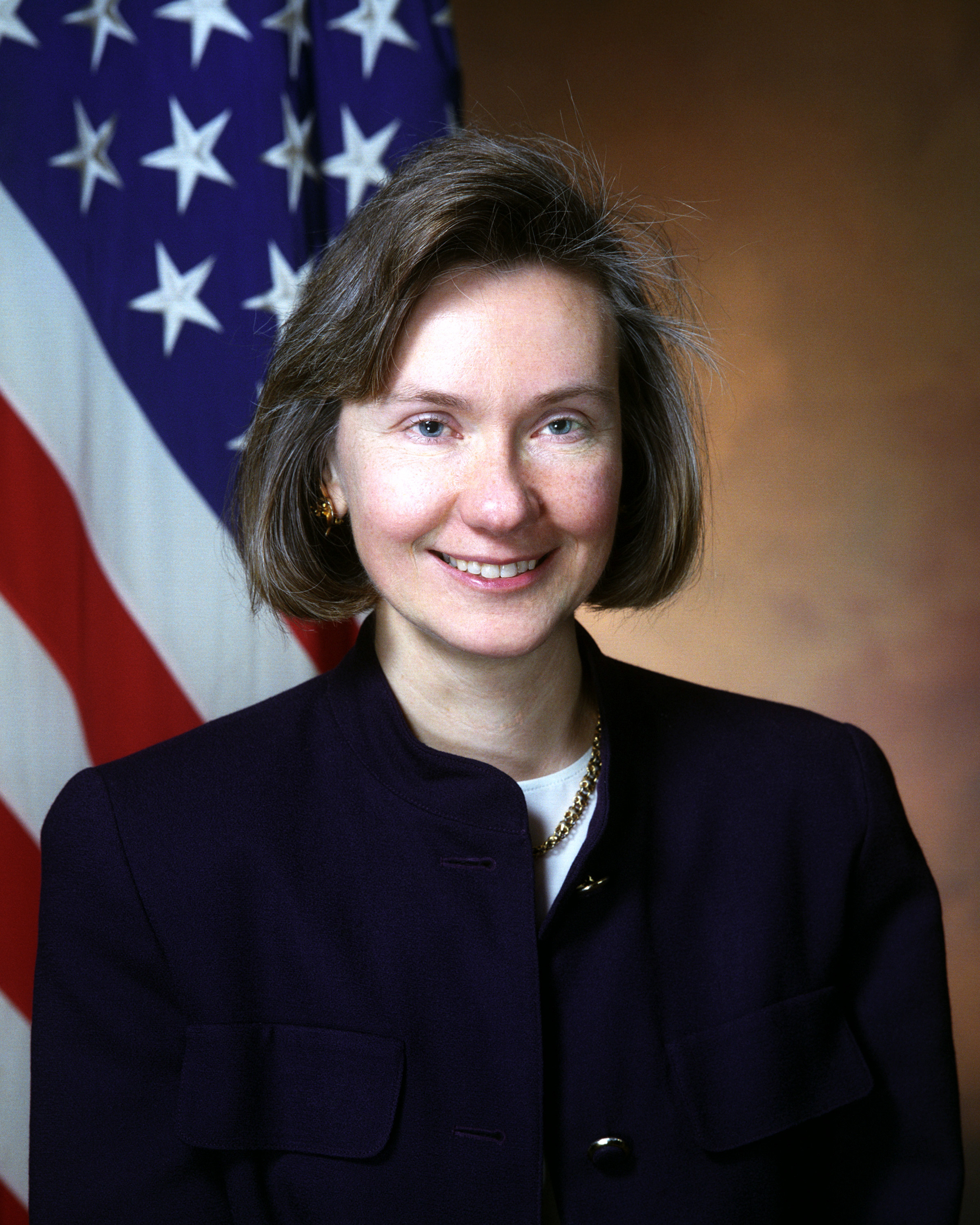
Judith Miller, Avvocato generale del Dipartimento della Difesa degli Stati Uniti

Il 13 novembre 1996, il giorno in cui sarebbe dovuto comparire il primo ufficiale dell'aeronautica convocato con il mandato, il Dipartimento della Difesa consegnò una lettera a Roth, firmato dal suo avvocato generale, Judith Miller, che affermava che il Dipartimento della Difesa riteneva che i mandati di comparizione fossero invalidi perché erano stati emessi "dopo l'aggiornamento sine die del 104º Congresso" e non aveva perciò intenzione di onorare i mandati di comparizione fornendo i quattro ufficiali per l'interrogatorio. Roth replicò al Dipartimento della Difesa che solo l'avvocato legale del Senato poteva determinare la validità dei mandati di comparizione del Congresso per il principio della "separazione dei poteri" nella Costituzione degli Stari Uniti e, quindi, i mandati di comparizione erano validi. Il Dipartimento della Difesa, il 20 novembre in un'altra lettera firmata da Miller rifiutò di nuovo di produrre i testimoni refused to produce the witnesses. A Roth, la cui presidenza della commissione era stabilito che terminasse il mese successivo, fu detto dal Dipartimento di Giustizia degli Stati Uniti che il Procuratore generale degli Stati Uniti, Janet Reno, non lo avrebbe sostenuto se avesse scelto di portare la disputa con i Dipartimento della Difesa in tribunale. Inoltre, molti dei colleghi di Roth in Senato, incluso John McCain, gli stavano chiedendo di "fare marcia indietro. Così, Roth decise di far cadere la questione e di continuare a preparare il rapporto senza la testimonianza di Santarelli, Dallager, Starr e Mangin. Per la prima volta nella storia degli Stati Uniti, il Dipartimento della Difesa aveva rifiutato di conformarsi a un mandato di comparizione del Senato degli Stati Uniti.
Nel gennaio 1997 il senatore statunitense Fred Thompson divenne presidente della Sottocommissione permanente per le indagini del Senato e terminò l'indagine del Black Hawk. Il rapporto dell'indagine del Senato non fu mai reso pubblico. Chiesto nel 2001 sul rifiuto del Dipartimento della Difesa di onorare i mandati di comparizione del Senato, Thorson rispose, "Fondamentalmente, hanno detto al Senato degli Stati Uniti di andare all'inferno."

### Indagine del GAO
Nel settembre 1995 la Sottocommissione per la sicurezza nazionale sul personale militare della Camera, presieduta da Bob Dornan, richiese che il Government Accountability Office (GAO) (una sezione investigativa del Congresso degli Stati Uniti d'America dedita all'auditing e alla valutazione). conducesse la propria indafine sull'incidente dell'abbattimento. Specificamente, al GAO fu chiesto di determinare se la commissione d'indagine sull'incidente dell'aeronautica militare avesse soddisfatto i suoi obiettivi, se le successive indagini della giustizia militare avessero seguito le linee guida stabilite e se il Dipartimento della Difesa e/o l'aeronautica militare avessero impropriamente o illecitamente influenzato queste indagini
Il GAO diffuse il suo rapporto sull'indagine il 12 novembre 1997. L'indagine determinò che l'indagine sull'indagine dell'aeronautica militare sull'incidente era stata condotta correttamente e avesse soddisfatto gli obiettivi ad essa assegnati. Il rapporto del GAO, tuttavia, trovò che l'indagine dell'aeronautica non aveva notato che Wickson e May avevano omesso di comunicare il loro contatto con aerei non identificati al Duke (Martin) a bordo dell'AWACS come richiesto dal ROE. Inoltre, il rapporto sull'indagine dell'aeronautica affermava scorrettamente che Martin non avesse alcuna autorità di terminare l'ingaggio quando, in realtà, l'aveva. Il rapporto del GAO aggiunse che l'omissione di Wickson e May di comunicare il loro contatto a Martin era indicativo di una ben nota, generale mancanza di disciplina tra gli equipaggi aerei degli F-15 coinvolti nell'OPC e questo non era discusso nel rapporto dell'aeronautica militare.
L'indagine del GAO scoprì anche le prove che una rivalità tra i piloti degli F-15 e degli F-16 potrebbe aver contribuito all'"urgenza di Wickson e May di ingaggiare gli aeromobili ostili", ma non era discussa nell'indagine dell'aeronautica. Durante l'indagine del GAO, gli ufficiali dell'aeronautica dell'OPC confermarono che la rivalità tra le comunità degli F-15 e degli F-16 era particolarmente pronunciata e intensa in parte a causa del fatto che gli aerei F-16 avevano messo a segno tutte le uccisioni nei combattimenti aria-aria in Iraq e Bosnia a partire dalla fine della Guerra del Golfo. Pilkington dichiarò al GAO che, "la fretta dei piloti dell'abbattimento era dovuta in parte all'entrata pianificata di due F-16 nella TAOR da 10 a 15 minuti dopo gli F-15 e che se i piloti degli F-15 avessero coinvolto la catena di comando, il passo avrebbe rallentato, rovinando le probabilità dei piloti per un abbattimento."  Il GAO concluse che se le prove di una mancanza di disciplina in missione da parte di Wickson e May fossero stati incluse nel rapporto dell'aeronautica, tali informazioni "avrebbero potuto essere utili nelle successive azioni amministrative e disciplinari."
Un altro aspetto che l'indagine del GAO rivelò che l'addestramento che i piloti degli F-15 ricevevano per identificare gli elicotteri non era adeguato. L'addestramento per l'identificazione visiva era compiuto passando in rassegna le diapositive su un proiettore 35 mm. Gli elicotteri costituivano solo circa il 5% delle diapositive di addestramento e quasi tutte le immagini ritraevano gli elicotteri dal terreno che guardavano verso l'alto perché le immagini erano fornite dall'esercito degli Stati Uniti. Gli investigatori appresero anche interrogando altri piloti degli F-15 che il riconoscimento degli elicotteri non era considerato un'abilità importante all'interno della comunità dei piloti degli F-15 perché gli elicotteri non sono considerati una minaccia per gli F-15 nel combattimento aria-aria.
Il GAO non trovò prove di influenza impropria o illecita sul comando da parte dei capi dell'aeronautica statunitense sull'indagine o sui successivi provvedimenti della giustizia amministrativa o militare. Il GAO notò, tuttavia, che non era in grado di ottenere una conferma completa di questa conclusione perché il Dipartimento della Difesa negava la richiesta di interrogare ufficiali chiave dell'aeronautica, inclusi Santarelli, Dallager, Starr e Mangin.

## Risarcimento
Il 26 agosto 1994, il Dipartimento della Difesa degli Stati Uniti annunciò che avrebbe pagato 100.000 dollari statunitensi (ex gratia) come risarcimento alle famiglie di ciascuno dei membri del personale non statunitense uccisi nell'incidente. A quest'epoca, il governo degli Stati Uniti, citando il precedente di Feres, non offrì risarcimenti alle famiglie delle vittime statunitensi. Questa era la prima volta che gli Stati Uniti avevano offerto risarcimenti alle vittime di un incidente di fuoco amico.
Nel 1998 il membro del Congresso Lamar S. Smith, presidente della Sottocommissione sull'immigrazione e i reclami, tenne audizioni sul tema dei risarcimenti. Egli domandò ai rappresentanti del Dipartimento della Difesa perché il risarcimento non fosse stato offerto ai familiari statunitensi. Nel novembre 1999 il Congresso degli Stati Uniti approvò una legislazione che autorizzava il pagamento di risarcimenti alle famiglie delle vittime dei Black Hawk americani.

## Conseguenze

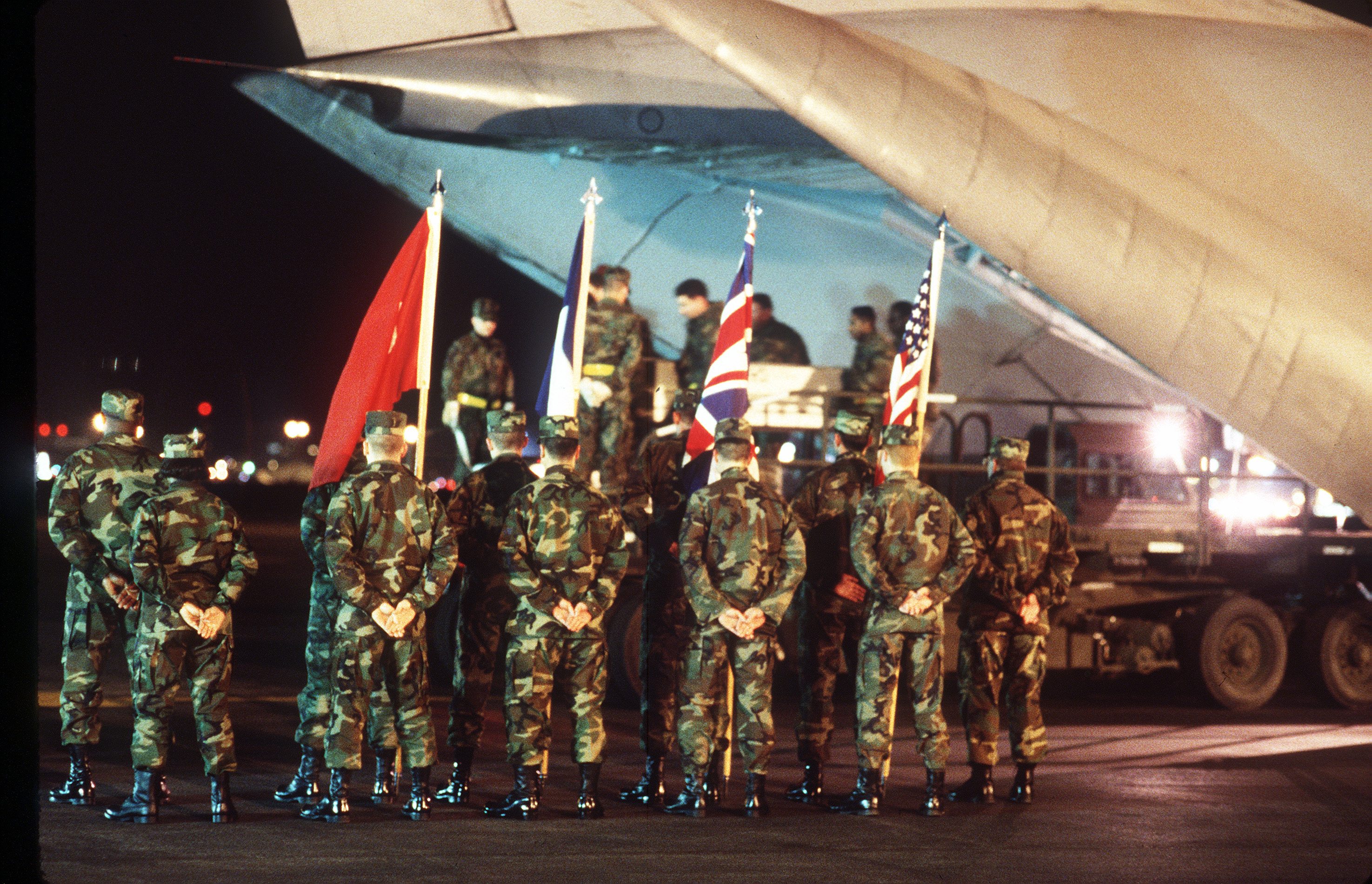
I resti delle 26 vittime dell'abbattimento dei Black Hawk arrivano al Centro Mortuario dell'Esercito degli Stati Uniti, Francoforte, Germania, il 15 aprile 1994

Cinque giorni dopo l'abbattimento, i funzionari dell'aeronautica statunitense dell'OPC cominciarono a includere gli orari dei voli dei Black Hawk nell'ordine servizio aereo giornaliero e inclusero il codice IFF nell'ordine di servizio aereo fornito all'Eagle Flight. L'OPC finì ufficialmente il 31 dicembre 1996. Durante i sei anni dell'operazione, i partecipanti della coalizione compirono un totale di 62.000 missioni di volo ad ala fissa e a rotore. L'abbattimento dei Black Hawk fu il solo incidente grave che accadde durante l'operazione.
Wickson si dimise e May andò in pensione dall'aeronautica militare subito dopo che fu completata l'indagine di Fogleman. Lawrence Tracy andò in pensione immediatamente dopo la corte marziale di Wang con un'opzione di pensionamento anticipato (15 anni). Fino al maggio 2005 Jim Wang stava ancora prestando servizio nell'aeronautica statunitense, ma rimase al grado di capitano, essendogli stata negata la promozione. Intervistato nel 2005 riguardo all'abbattimento, Tracy affermò, "Jim (Wang) e tutti noi all'inizio fummo proposti come capri espiatori. Penso che questo fosse per coprire i piloti. Avevano tirato fuori le zanne. Volevano uccidere qualcosa perché erano secoli da quando un F-15 aveva abbattuto una qualsiasi cosa. Fummo ritenuti responsabili delle loro azioni."
Andrus andò in pensione dall'aeronautica militare nel 1995, Pilkington nel 1996, Emery nel 1997 e Santarelli nel 1998, tutti con lo stesso grado che avevano al tempo dell'abbattimento, eccetto Emery, che andò in pensione come brigadier generale. Richardson fu promosso brigadier generale il 1º luglio 1999 e andò il 1º settembre 2001. Dallager fu nominato sovrintendente dell'Accademia dell'Aeronautica degli Stati Uniti nel giugno 2000 e fu promosso tenente generale il 1º agosto dello stesso anno. La nomina e la promozione di Dallager furono criticate dagli osservatori a causa del suo coinvolgimento nelle controverse azioni successive all'abbattimento e del suo rifiuto di testimoniare per l'indagine del Senato. Dallager andò in pensione il 1º settembre 2003, ma con il grado di maggior generale.
Un monumento alle 26 vittime dell'abbattimento fu costruito nella base aerea dell'Esercito di Giebelstadt, Germania e dedicato il 14 aprile 1996. Dopo che la presenza militare statunitense a Giebelstadt cessò, date le chiusure della base, il monumento fu spostato a Fort Rucker, Alabama, il 10 marzo 2006, e ridedicato il 14 aprile 2007.
"I 'Tigers' della 53ª Squadriglia di caccia non si ripresero mai completamente dalla macchia oscura sul loro curriculum altrimenti esemplare. L'unico modo in cui l'aeronautica statunitense poteva far scomparire la questione e il dolore era chiudendo l'unità. Questo fu fatto il 10 marzo 1999, lasciando le Forze aeree degli Stati Uniti in Europa con una sola squadriglia di Eagle per la guerra successiva nel suo teatro."

### Libri
- Alan E. Diehl, Silent Knights: Blowing the Whistle on Military Accidents and Their Cover-Ups, Potomac Books, 2003, ISBN 1-57488-544-8.
- Allen L. Hall, Michael, My Son, and the Story of the Eagle Flight Detachment, New York, Vantage Press, 2002, ISBN 0-533-13789-6.
- Joan L. Piper, Chain of Events: The Government Cover-up of the Black Hawk Incident and the Friendly-fire Death of Lt. Laura Piper, Brassey's, 2001, ISBN 1-57488-344-5.
- Scott A. Snook, Friendly Fire: The Accidental Shootdown of U.S. Black Hawks over Northern Iraq, Princeton University Press, 2000.

### Internet
- Louis A. Arana-Barradas, Black hawk incident "tragic series of errors", su userpages.aug.com, 1996. URL consultato il 16 febbraio 2007.
- Kenneth H. Bacon, DoD News Briefing: Mr. Kenneth H. Bacon, ATSD PA, su DefenseLink, 1995. URL consultato il 1º marzo 2007.
- CBS News, 'A Great Deal of Arrogance', in CBS News, 27 febbraio 2001. URL consultato il 16 novembre 2007.
- Sam Chu Lin, Friendly Fire Doesn't Shoot Down Wang, su AsianWeek.com, 2005. URL consultato il 16 febbraio 2007 (archiviato dall'url originale il 17 gennaio 2013).
- Eagle Flight Detachment Memorial Monument Friends, su efdmmf.org, 1994–2007. URL consultato il 16 febbraio 2007.
- General Accounting Office (GAO), Operation Provide Comfort: Review of U.S. Air Force Investigation of Black Hawk Fratricide Incident, su fas.org, 1998. URL consultato il 1º marzo 2007 (archiviato dall'url originale il 2 marzo 2007).
- Michael Moran, Battling friendly fire: Military pins hopes on new technologies as fratricide proves a stubborn foe, su MSNBC.com, 2005. URL consultato il 1º gennaio 2008.
- Robert Novak, Article 3: Past Fiasco dims General's new Third Star, su Soldiers for the Truth, 2000. URL consultato il 1º marzo 2007.
- Iver Peterson, Court-Martial Begins in 'Friendly Fire' Deaths in Iraq, in New York Times, 3 giugno 1995. URL consultato il 20 dicembre 2007.
- Eric Schmitt, Copter Deaths: Pentagon Finds Human Failure, in New York Times, 1º luglio 1994. URL consultato il 20 dicembre 2007.
- Eric Schmitt, Chief of Air Force Grounds 5 Pilots, in New York Times, 15 agosto 1995. URL consultato il 20 dicembre 2007.
- Nolan Sklute, DoD NewsBriefing: Major General Nolan Sklute, AF/ SJA, su DefenseLink, 1995. URL consultato il 1º marzo 2007 (archiviato dall'url originale il 14 gennaio 2007).
- United States Air Force, Major General James G. Andrus, su Air Force Link, 1995. URL consultato il 16 febbraio 2007 (archiviato dall'url originale il 19 marzo 2007).
- United States Air Force, Lieutenant General Stephen B. Croker, su Air Force Link, 1996. URL consultato il 16 febbraio 2007 (archiviato dall'url originale il 19 marzo 2007).
- United States Air Force, Lieutenant General John R. Dallager, su Air Force Link, 2003. URL consultato il 16 febbraio 2007 (archiviato dall'url originale il 19 marzo 2007).
- United States Air Force, Brigadier General Curtis H. Emery, su Air Force Link, 1997. URL consultato il 16 febbraio 2007 (archiviato dall'url originale il 19 marzo 2007).
- United States Air Force, Brigadier General Jeffrey S. Pilkington, su Air Force Link, 1996. URL consultato il 16 febbraio 2007 (archiviato dall'url originale il 19 marzo 2007).
- United States Air Force, Brigadier General Douglas J. "Doug" Richardson, su Air Force Link, 2000. URL consultato il 16 febbraio 2007 (archiviato dall'url originale il 19 marzo 2007).
- United States Air Force, Lieutenant General Eugene D. Santarelli, su Air Force Link, 1998. URL consultato il 16 febbraio 2007 (archiviato dall'url originale il 19 marzo 2007).
- Sam Howe Verhovek, Air Force Officer Is Acquitted in Downing of Army Aircraft, in New York Times, 21 giugno 1995. URL consultato il 20 dicembre 2007.
- Mark Thomas Washington, So, Who's to Blame?, in Time, 3 luglio 1995. URL consultato il 1º marzo 2007 (archiviato dall'url originale il 18 ottobre 2012).
- Tim Weiner, Court-Martial Nears in Case of Helicopters Shot Down, in New York Times, 15 aprile 1995. URL consultato il 20 dicembre 2007.
- Tony T. Kern, Darker Shades of Blue: The Rogue Pilot, McGraw-Hill Professional Publishing, 1999, ISBN 0-07-034927-4.
- Peter B. Ladkin, Two Causal Analyses of the Black Hawk Shootdown during Operation Provide Comfort (PDF) [collegamento interrotto], su Conferences in Research and Practice in Information Technology Series; Vol. 97, 2003. URL consultato il 1º marzo 2007.